# Liste der Biografien/Gui
Liste der Biografien |
Portal Biografien |
Personensuche
# |
A |
B |
C |
D |
E |
F |
G |
H |
I |
J |
K |
L |
M |
N |
O |
P |
Q |
R |
S |
T |
U |
V |
W |
X |
Y |
Z |
?
 
Ga |
Gb |
Gc |
Gd |
Ge |
Gf |
Gh |
Gi |
Gj |
Gk |
Gl |
Gm |
Gn |
Go |
Gp |
Gq |
Gr |
Gs |
Gu |
Gv |
Gw |
Gy |
Gz
 
Gua |
Gub |
Guc |
Gud |
Gue |
Guf |
Gug |
Guh |
Gui |
Guj |
Guk |
Gul |
Gum |
Gun |
Guo |
Gup |
Gur |
Gus |
Gut |
Guu |
Guv |
Guw |
Guy |
Guz
Die Liste der Biografien führt alle Personen auf, die in der deutschsprachigen Wikipedia einen Artikel haben. Dieses ist eine Teilliste mit 778 Einträgen von Personen, deren Namen mit den Buchstaben „Gui“ beginnt.

## Gui
- Gui de Melun, Kreuzfahrer, Chronist
- Gui, Haichao (* 1986), chinesischer Raumfahrer
- Gui, Luigi (1914–2010), italienischer Politiker, Mitglied der Camera dei deputati
- Gui, Minhai (* 1964), chinesisch-schwedischer Schriftsteller und Verleger
- Gui, Vittorio (1885–1975), italienischer Komponist und Dirigent

### Guia
- Guia, Ademir da (* 1942), brasilianischer Fußballspieler
- Guia, Domingos da (1912–2000), brasilianischer Fußballspieler
- Guialo, Isabel (* 1990), angolanische Handballspielerin
- Guiart, Jean (1925–2019), französischer Ethnologe und Ozeanist

### Guib
- Guib, Reinhart (* 1962), evangelischer Geistlicher, Bischof der Evangelischen Kirche A. B. in Rumänien
- Guibal, Brigitte (* 1971), französische Kanutin
- Guibal, Nicolas (1725–1784), württembergischer Hofmaler französischer Herkunft
- Guibas, Leonidas J. (* 1949), US-amerikanischer Informatiker
- Guibbert, Enzo (* 1995), französischer Autorennfahrer
- Guibé, Jean (1910–1999), französischer Herpetologe
- Guibé, Michel († 1502), französischer römisch-katholischer Geistlicher
- Guibé, Robert de († 1513), französischer Kardinal
- Guibeb, Andreas (* 1954), namibischer Diplomat
- Guibert de Vaubonne, Joseph Paul (1645–1715), französischer Adliger und Militär; Kaiserlicher General
- Guibert von Nogent, Benediktiner, Geschichtsschreiber und Theologe
- Guibert, Armand (1906–1990), französischer Dichter, Herausgeber, Anglist, Romanist, Hispanist, Lusitanist und Übersetzer
- Guibert, Emmanuel (* 1964), französischer Comiczeichner und -szenarist
- Guibert, Germain (1897–1968), französischer Politiker (SFIO), Mitglied der Nationalversammlung
- Guibert, Henri (1883–1967), französischer Autorennfahrer
- Guibert, Hervé (1955–1991), französischer Schriftsteller und Fotograf
- Guibert, Jacques Antoine Hippolyte (1743–1790), französischer Offizier und Militärschriftsteller
- Guibert, Joseph Hippolyte (1802–1886), französischer Erzbischof und Kardinal
- Guibert, Nicolas (1547–1620), Arzt und Naturforscher
- Guibila, Simplice Honoré (* 1963), burkinischer Diplomat
- Guibord Lévesque, Lorenzo Rodolfo (1923–2007), kanadischer Bischof, Apostolischer Vikar von San José de Amazonas

### Guic
- Guicciardi, Diego (1756–1837), Politiker und Diplomat
- Guicciardi, Enrico (1812–1895), italienischer Politiker und Freiheitskämpfer
- Guicciardi, Julie (1782–1856), österreichische Adlige italienischer Herkunft, Schülerin Beethovens
- Guicciardini, Francesco (1483–1540), italienischer Historiker
- Guicciardini, Francesco (1851–1915), italienischer Jurist und Politiker
- Guicciardini, Lodovico (1521–1589), italienischer Historiker, Kartograph, Geograph, Humanist, Schriftsteller
- Guicciardini, Niccolò (* 1957), italienischer Mathematikhistoriker
- Guiccioli, Alessandro (1843–1922), italienischer Diplomat und Politiker, Bürgermeister von Rom, Gesandter in Serbien und Japan sowie Senator
- Guiccioli, Teresa (1800–1873), italienische Adlige und Geliebte von Lord ByronTeresa Guiccioli (1800–1873)

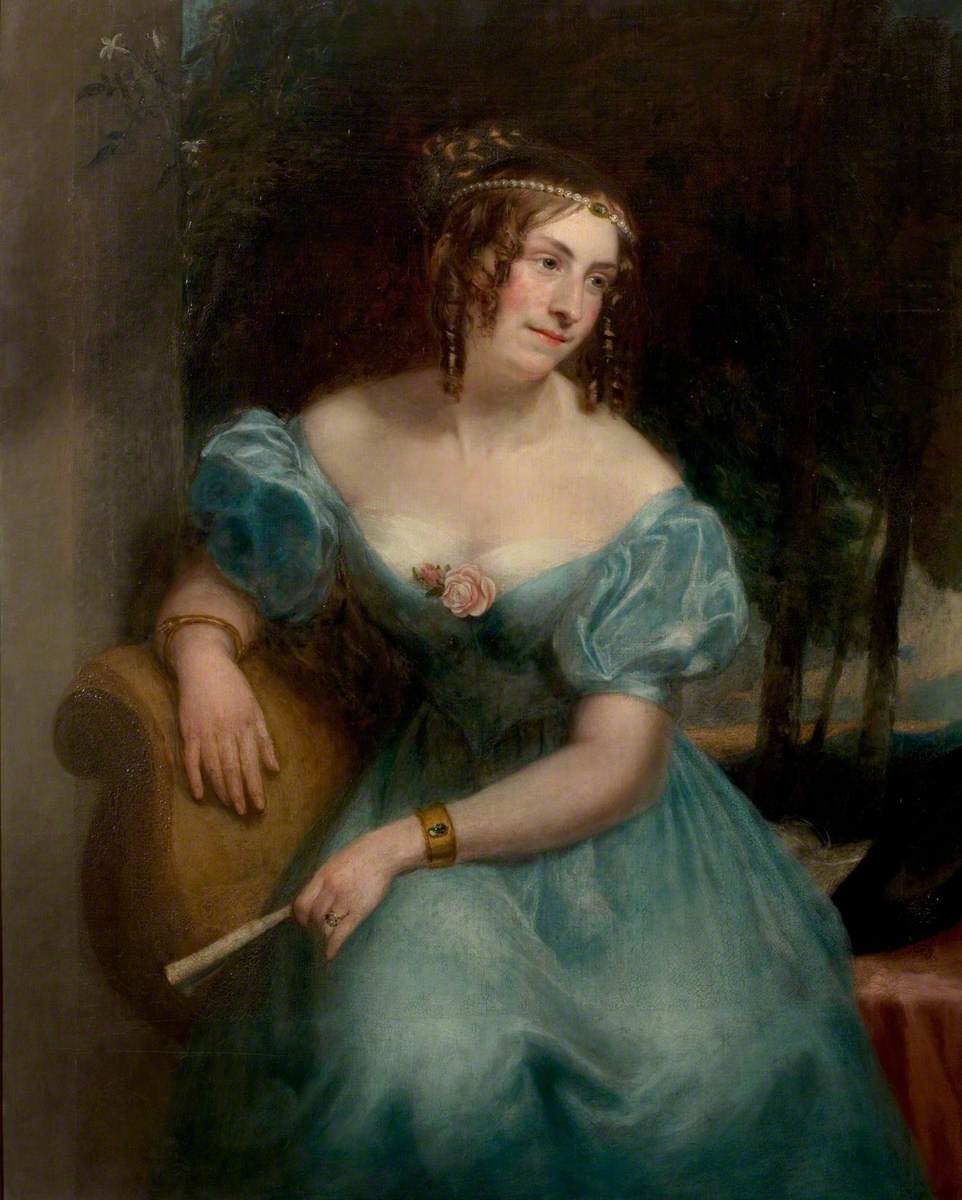
Teresa Guiccioli (1800–1873)

- Guice, Jackson (1961–2025), US-amerikanischer Comiczeichner
- Guichard d’Angle († 1380), poitevinischer Ritter, Earl of Huntingdon
- Guichard IV. († 1216), Herr von Beaujeu und Montpensier
- Guichard V. († 1265), Connétable von Frankreich
- Guichard, Claude (1861–1924), französischer Mathematiker
- Guichard, Gladys, Schweizer Basketballspielerin
- Guichard, Henri Sieur d’Hérapine, französischer Architekt und Librettist
- Guichard, Jean (* 1952), französischer Fotograf
- Guichard, Karl Theophil (1724–1775), preußischer Offizier und Militärschriftsteller
- Guichard, Maurice (1884–1915), französischer Fußballspieler
- Guichard, Olivier (1920–2004), französischer Politiker (RPR), Mitglied der Nationalversammlung
- Guichard, Pauline (* 1988), französische Schachgroßmeisterin
- Guichardet, Alain (* 1930), französischer Mathematiker und Hochschullehrer
- Guiche, Jean-François de La († 1632), Soldat in Frankreich
- Guichelaar, Rianne (* 1983), niederländische Wasserballspielerin
- Guichen, Luc Urbain du Bouëxic de (1712–1790), französischer Admiral
- Guichenot, Alphonse (1809–1876), französischer Zoologe (Herpetologie, Ichthyologie)
- Guichet, Jean (* 1927), französischer Automobilrennfahrer
- Guichón, Facundo (* 1991), uruguayischer Fußballspieler
- Guichon, Judith (* 1947), kanadische Rinderzüchterin und Politikerin
- Guichonnet, Paul (1920–2018), französischer Historiker und Geograf
- Guichot, Pierre (* 1963), französischer Säbelfechter

### Guid
- Guida, Ernesto (1926–2013), italienischer Drehbuchautor und Filmregisseur
- Guida, George (1924–2015), US-amerikanischer Sprinter
- Guida, Giovanni (* 1992), italienischer Maler
- Guida, Gloria (* 1955), italienische Schauspielerin und FotomodellGloria Guida (* 1955)

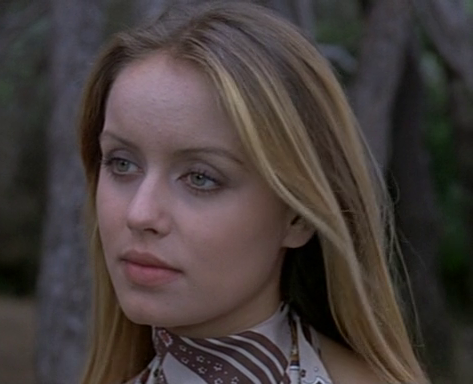
Gloria Guida (* 1955)

- Guida, Marco (* 1981), italienischer Fußballschiedsrichter
- Guida, Maria (* 1966), italienische Langstreckenläuferin
- Guida, Wandisa (* 1935), italienische Schauspielerin
- Guidal, Emmanuel-Maximilien-Joseph (1764–1812), französischer General
- Guidarelli, T. J. (* 1977), US-amerikanischer Eishockeyspieler
- Guidato, Francesca, italienische Schauspielerin, Drehbuchautorin und Model
- Guide, Vanessa (* 1989), französische Schauspielerin
- Guidère, Mathieu (* 1971), französischer Sprach- und Übersetzungswissenschaftler, Islamexperte
- Guidetti, Daria (* 1978), italienische Astronomin
- Guidetti, Giovanni (* 1972), italienischer Volleyballtrainer
- Guidetti, John (* 1992), schwedischer Fußballspieler
- Guidi di Bagno, Nicolò († 1663), Heerführer, Erzbischof, Apostolischer Nuntius und Kardinal
- Guidi di Bagno-Talenti, Giovanni Francesco (1720–1799), italienischer Geistlicher
- Guidi, Antonio (1927–2013), italienischer Schauspieler und Synchronsprecher
- Guidi, Augusto (1838–1900), italienischer Geistlicher, Kurienerzbischof der römisch-katholischen Kirche
- Guidi, Camillo (1853–1941), italienischer Bauingenieur
- Guidi, Domenico (1625–1701), italienischer Bildhauer
- Guidi, Emanuele (* 1969), san-marinesischer Bogenschütze
- Guidi, Enrica (* 1985), italienische Schauspielerin
- Guidi, Fabrizio (* 1972), italienischer Radrennfahrer
- Guidi, Federica (* 1969), italienische Unternehmerin und Ministerin
- Guidi, Filippo Maria (1815–1879), italienischer Ordensgeistlicher, Erzbischof von Bologna und Kurienkardinal
- Guidi, Francesco (1876–1970), italienischer Generalleutnant und Politiker
- Guidi, Giovanni (* 1985), italienischer Jazzmusiker (Piano, Komposition)
- Guidi, Giovanni Battista (1852–1904), italienischer Geistlicher und Diplomat des Heiligen Stuhls
- Guidi, Guidarino (1929–2003), italienischer Schauspieler und Regieassistent
- Guidi, Juan Héctor (1930–1973), argentinischer Fußballspieler
- Guidi, Marcello (* 1928), italienischer Diplomat
- Guidi, Peter (1949–2018), britisch-italienischer Jazzmusiker (Instrumentalist, Bigband-Leader)
- Guidi, Rachele (1890–1979), italienische Ehefrau des Diktators Benito MussoliniRachele Guidi (1890–1979)

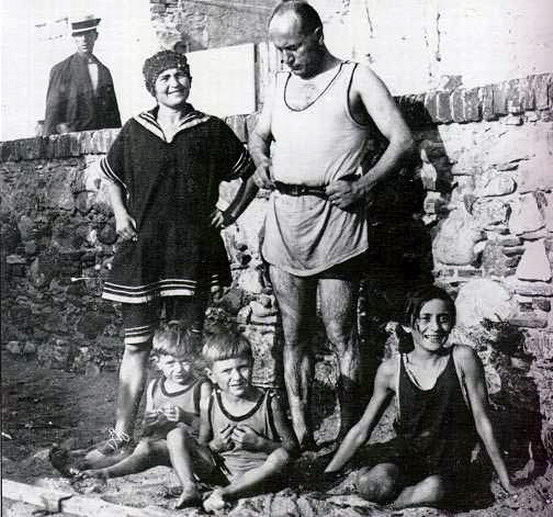
Rachele Guidi (1890–1979)

- Guidi, Romoaldo (1722–1780), Kardinal der katholischen Kirche
- Guidi, Virgilio (1891–1984), italienischer Künstler und Dichter
- Guidiccioni, Bartolomeo (1469–1549), Kardinal der römisch-katholischen Kirche
- Guidice, Don (1932–2010), US-amerikanischer Filmeditor
- Guidileye, Diallo (* 1989), mauretanisch-französischer Fußballspieler
- Guido († 1371), Graf von Ligny und Saint-Pol, Herr von Roussy und Beauvoir
- Guido Acevedo, Medardo (1912–2007), costa-ricanischer Songwriter, Dichter, Komponist, Musikpädagoge und Volkskundler
- Guido Brisebarre, Titular-Herr von Caesarea
- Guido da Siena, italienischer Maler
- Guido da Velate († 1071), lombardischer Geistlicher, Erzbischof von Mailand
- Guido da Vigevano, italienischer Arzt und Erfinder
- Guido de Baysio († 1313), Erzdiakon
- Guido de Bonjoc, provenzalischer Bildhauer und Steinmetz der Renaissance
- Guido de Grana, Kleriker und Autor
- Guido de Summa († 1151), italienischer Kardinal
- Guido della Torre (1259–1312), mailändischer Herrscher
- Guido der Franzose, Seneschall von Jerusalem
- Guido Faba, Lehrer der ars dictaminis und der Rhetorik
- Guido Garnier, Herr von Caesarea
- Guido I. († 1100), Graf von Ponthieu
- Guido I. († 1226), Graf von Saint-Pol und Herr von Montjay, Broigny und Crécy
- Guido I. († 1305), Graf von Flandern
- Guido I. († 1342), Graf von Blois und Dunois, Herr von Avesnes, Trélon, Guise etc.
- Guido I. Brisebarre, Herr von Beirut
- Guido I. de la Roche († 1263), Herzog von Athen
- Guido I. Embriaco, Herr von Gibelet
- Guido I. von Châtillon, Herr von Châtillon
- Guido I. von Montlhéry († 1095), Herr von Montlhéry und Bray-sur-Seine
- Guido II., Graf von Ponthieu
- Guido II. († 1222), Graf von Auvergne
- Guido II. († 1289), Graf von Saint-Pol
- Guido II. († 1397), Graf von Soissons, Blois und Dunois, Herr von Avesnes
- Guido II. Brisebarre, Herr von Beirut
- Guido II. de la Roche († 1308), Herzog von Athen
- Guido II. von Assisi († 1228), Bischof von Assisi
- Guido II. von Montlhéry, Herr von Montlhéry
- Guido III. († 1190), Bischof von Châlons und Kreuzfahrer
- Guido III. († 1317), Graf von Saint-Pol
- Guido III. von Châtillon († 1191), Herr von Châtillon, Troissy, Montjay und Crécy
- Guido IV. († 1148), Vizegraf von Limoges
- Guido IV. († 1360), Graf von Saint-Pol
- Guido Novello da Polenta († 1323), oberitalienischer Herrscher und Dichter
- Guido Orelli (1282–1314), Rektor von Blenio
- Guido Pallavicini († 1237), Ritter des vierten Kreuzzuges, Markgraf von Boudonitza
- Guido V. († 1229), Vizegraf von Limoges
- Guido von Anderlecht († 1012), flämischer Küster und Pilger, katholischer Heiliger
- Guido von Arezzo, italienischer Benediktinermönch, Musiktheoretiker und Lehrer
- Guido von Avesnes († 1317), Bischof von Utrecht (1301–1317)
- Guido von Bazoches († 1203), französischer Weltgeistlicher und Chronist
- Guido von Cortona (1187–1247), italienischer Franziskaner, einer der ersten Gefährten des heiligen Franz von Assisi
- Guido von Ibelin, Marschall und Konstabler von Zypern
- Guido von Jaffa († 1304), Titulargraf von Jaffa
- Guido von Lusignan († 1194), Graf von Jaffa und Askalon, König von Jerusalem, König von ZypernGuido von Lusignan († 1194)

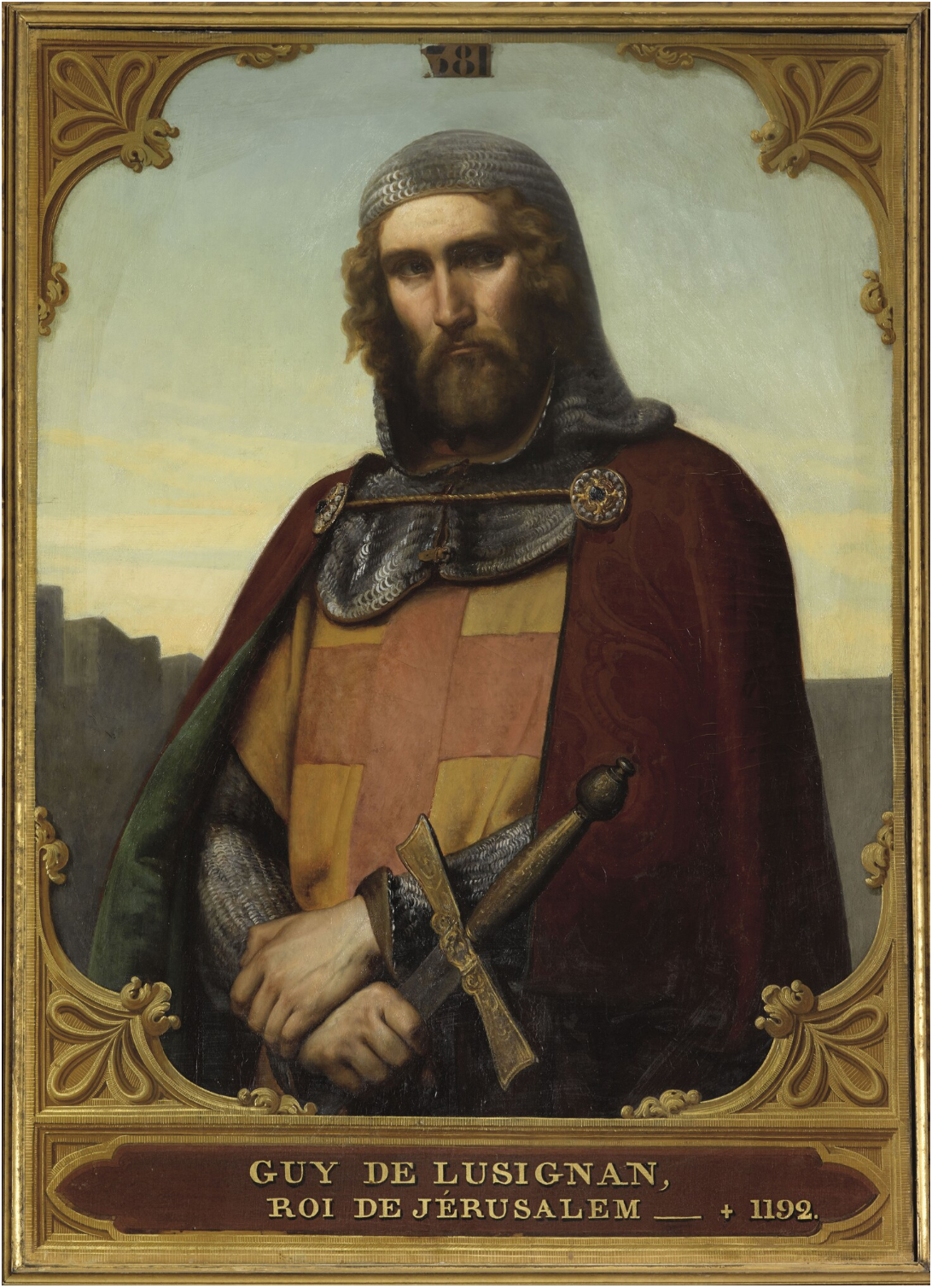
Guido von Lusignan († 1194)

- Guido von Lusignan († 1308), Herr von Lusignan, Graf von La Marche und Angoulême
- Guido von Montfort († 1220), Graf von Bigorre
- Guido von Montfort († 1228), Graf von Sidon, Herr von Castres, La Ferté-Alais und Brétencourt
- Guido von Montfort († 1254), Herr von Lombers, Kreuzfahrer
- Guido von Namur († 1311), flämischer Adliger und Heerführer im Sporenkrieg
- Guido von Nantes, Graf von Nantes und Markgraf der Bretonischen Mark
- Guido von Nevers († 1175), Graf von Nevers, Auxerre und Tonnerre
- Guido von Pomposa († 1046), Benediktiner
- Guido von Rochefort († 1108), Graf von Rochefort, Herr von Crécy-en-Brie, Gournay-sur-Marne, Châteaufort, Seneschall von Frankreich
- Guido von Thouars († 1213), Herzog von Bretagne
- Guido von Tuszien, Graf und Herzog von Lucca und Markgraf von Tuscien
- Guido von Valence, Bischof von Tripolis
- Guido von Zypern, Konstabler von Zypern, Herr von Beirut
- Guido, Beatriz (1924–1988), argentinische Schriftstellerin
- Guido, Giovanni Antonio, italienischer Violinist und Komponist
- Guido, Héctor (* 1954), uruguayischer Schauspieler, Dramaturg und Theaterregisseur
- Guido, José María (1910–1975), argentinischer Politiker
- Guido, Juan Bautista (1898–1945), argentinischer Bandoneonist, Bandleader und Tangokomponist
- Guido, Luigi (* 1968), italienischer Judoka
- Guido, Margaret (1912–1994), englische Prähistorikerin
- Guido, Michael (* 1950), US-amerikanischer Schauspieler
- Guido, Verena, deutsche Chansonsängerin und Multiinstrumentalistin
- Guidobaldo del Monte (1545–1607), italienischer Mathematiker, Philosoph und Astronom
- Guidobono Cavalchini, Carlo Alberto (1683–1774), Kardinal der Römischen Kirche, Kurienbischof
- Guidobono Cavalchini, Francesco (1755–1828), italienischer Kardinal der Römischen Kirche
- Guidobono, Bartolomeo (1654–1709), italienischer Maler des Barock
- Guidobono, Domenico (1668–1746), italienischer Maler des Barock
- Guidolin, Bep (1925–2008), kanadischer Eishockeyspieler und -trainer
- Guidolin, Francesco (* 1955), italienischer Fußballspieler und -trainer
- Guidolin, Rodrigo (* 1985), brasilianischer Tennisspieler
- Guidon, Giachem (* 1961), Schweizer Skilangläufer
- Guidon, Jacques (1931–2021), Schweizer Kunstmaler, Kulturanimator und Schriftsteller
- Guidon, Jon (1892–1966), Schweizer Dichter
- Guidon, Niède (1933–2025), brasilianische ArchäologinNiède Guidon (1933–2025)

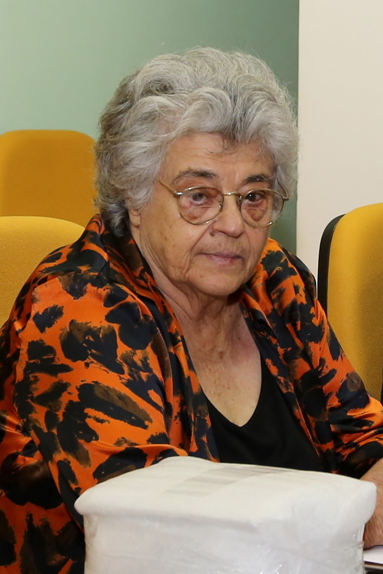
Niède Guidon (1933–2025)

- Guidoni, Alessandro (1880–1928), italienischer Flugpionier und General
- Guidoni, Dorival Júnior (* 1972), brasilianischer Fußballspieler
- Guidoni, Umberto (* 1954), italienischer Physiker, Astronaut und Politiker, MdEP
- Guidoriccio da Fogliano († 1352), italienischer Condottiere
- Guidotti, Giovanni Battista (1902–1994), italienischer Autorennfahrer und Teammanager
- Guidotti, Sigismondo (1681–1753), Generalminister der Kapuziner
- Guidotti, Stefano (* 1999), Schweizer Fussballspieler
- Guidry, Carlette (* 1968), US-amerikanische Sprinterin
- Guidry, Joy (* 1995), amerikanische Improvisationsmusikerin (Fagott, Komposition)
- Guidry, Ron (* 1950), US-amerikanischer Baseballspieler
- Guiducci, Mario (1583–1646), italienischer Astronom und Rechtsgelehrter
- Guidy-Wandja, Joséphine (* 1945), ivorische Mathematikerin und Hochschullehrerin

### Guie
- Guié Guié, Abraham (* 1986), ivorischer Fußballspieler
- Guié-Mien, Rolf-Christel (* 1977), kongolesischer FußballspielerRolf-Christel Guié-Mien (* 1977)

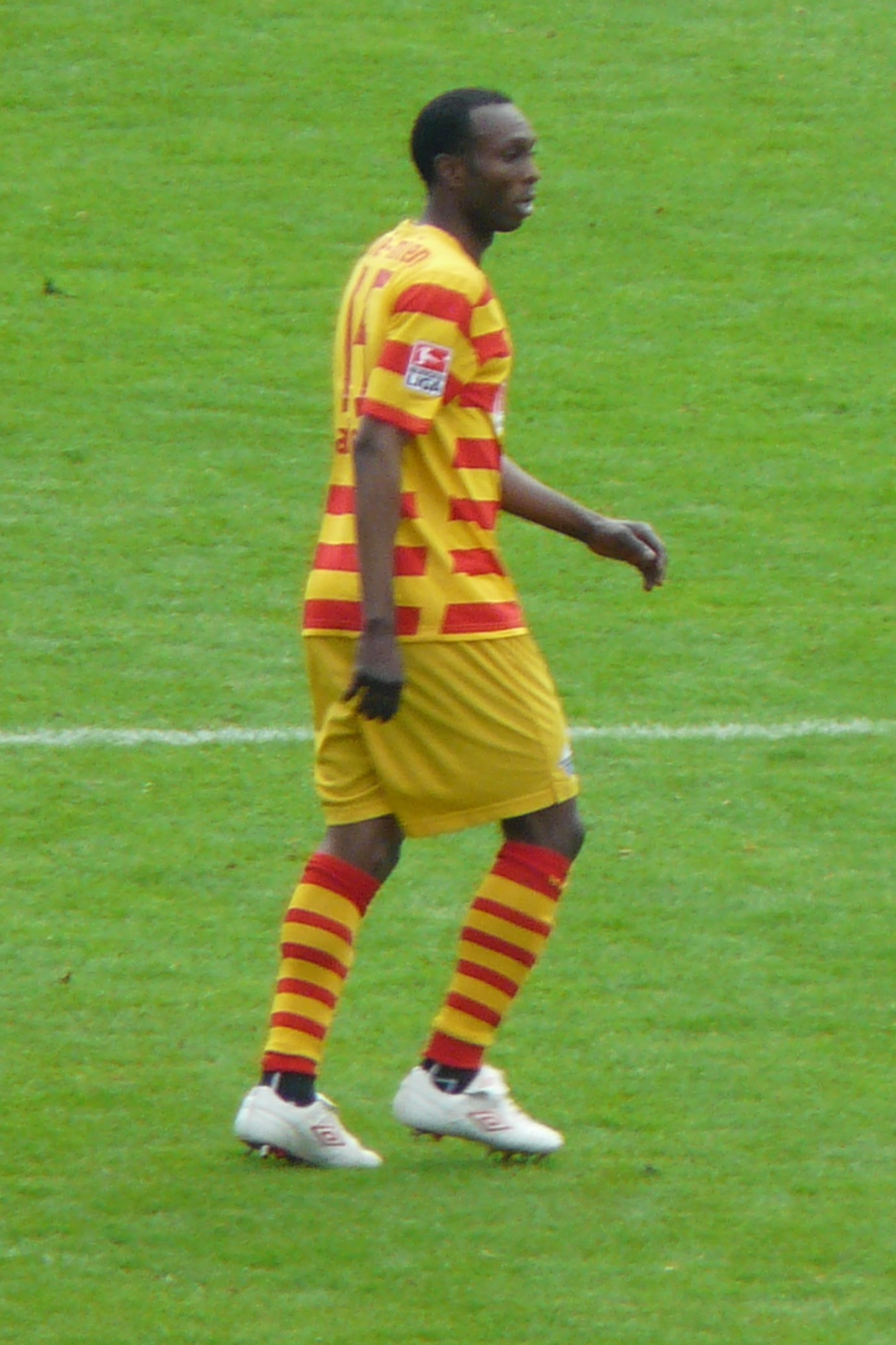
Rolf-Christel Guié-Mien (* 1977)

- Guiette, Robert (1895–1976), belgischer Dichter und Romanist
- Guieu, Jean Joseph (1758–1817), französischer Divisionsgeneral der Artillerie

### Guif
- Guiffrey, Jules (1840–1918), französischer Kunsthistoriker

### Guig
- Guiga, Driss (* 1924), tunesischer Diplomat und Politiker der Sozialistischen Destur-Partei
- Guigal, Marcel (* 1943), französischer Winzer und Unternehmer
- Guigbile, Dominique Banlène (* 1962), togoischer Geistlicher und Bischof von Dapaong
- Guigma, Pierre († 2015), burkinischer Fußballfunktionär
- Guignard de Saint-Priest, Guillaume Emmanuel (1776–1814), französischer General in russischen Diensten
- Guignard, Alberto da Veiga (1896–1962), brasilianischer Maler
- Guignard, Antoine (* 1984), Schweizer Skispringer
- Guignard, Charlène (* 1989), französisch-italienische Eiskunstläuferin
- Guignard, Christelle (* 1962), französische Skirennläuferin
- Guignard, Gaston (1848–1922), französischer Tier-, Landschafts- und Genremaler
- Guignard, Georges (1892–1981), französischer Autorennfahrer
- Guignard, Marcel (* 1949), Schweizer Jurist und Politiker (FDP)
- Guignard, Paul (1876–1965), französischer Radrennfahrer
- Guignard, Roger-Claude (1935–2022), Schweizer Regattasegler
- Guignard, Roland (1917–2004), Schweizer Maler, Grafiker, Illustrator, Zeichenlehrer und Glasmaler
- Guignes, Chrétien-Louis-Joseph de (1759–1845), französischer Diplomat und Sinologe
- Guignes, Joseph de (1721–1800), französischer Orientalist
- Guignier, Fernand (1902–1980), französischer Maler und Bildhauer
- Guignon, Jean-Pierre (1702–1774), italienischer Komponist und Violinist
- Guignon, Ross William (* 1993), US-amerikanischer Tennisspieler
- Guignot, Élisabeth (* 1941), französische Schauspielerin
- Guigo I. (* 1083), französischer Mönch und fünfter Prior der Grande Chartreuse und Generalminister des Kartäuserordens
- Guigo II. († 1193), Kartäuser
- Guigon, Charles-Louis (1807–1882), Schweizer Landschaftsmaler, Aquarellist, Radierer und Lithograf
- Guigonnat, Antonin (* 1991), französischer Biathlet
- Guigonnat, Gilonne (* 1998), französische Biathletin
- Guigonnet, Ed (* 2001), britischer Skirennläufer
- Guigou, Élisabeth (* 1946), französische Politikerin (PS), Mitglied der Nationalversammlung, MdEP
- Guigou, Gianni (* 1975), uruguayischer Fußballspieler
- Guigou, Michaël (* 1982), französischer Handballspieler und -trainer
- Guigou, Paul (1834–1871), französischer Maler
- Guigue, Maurice (1912–2011), französischer Fußballschiedsrichter
- Guiguer de Prangins, Charles-Jules (1780–1840), Schweizer Politiker
- Guiguer, Louis (1675–1747), französisch-schweizerischer Bankier
- Guigues I., Graf von Oisans, Grésivaudan, und Briançonnais
- Guigues II. († 1206), Graf von Forez
- Guigues III. (1160–1204), Graf von Forez
- Guigues IV. († 1142), Graf von Albon
- Guigues IV. († 1241), Graf von Forez und Nevers, Auxerre und Tonnerre
- Guigues V. († 1162), Graf von Albon
- Guigues V. († 1259), Graf von Forez
- Guigues VIII. (1309–1333), Dauphin von Viennois (1318–1333)
- Guigues, Joseph-Bruno (1805–1874), französischer Ordensgeistlicher und römisch-katholischer Bischof von Ottawa
- Guiguet, François (1860–1937), französischer Maler
- Guiguet, Lucien (* 1942), französischer Pentathlet

### Guih
- Guihoata, Jérôme (* 1994), kamerunischer Fußballspieler

### Guij
- Guijarro Moreno, Pablo (* 2004), spanischer Handballspieler
- Guijarro, Fernando (* 1972), mexikanischer Fußballspieler und -trainer
- Guijarro, Manuel (* 1998), spanischer Sprinter
- Guijarro, Patricia (* 1998), spanische Fußballspielerin
- Guijosa, Rafael (* 1969), spanischer Handballspieler und -trainer
- Guijun, Shi (* 1977), chinesischer Radrennfahrer

### Guil

#### Guila
- Guilain, Jean-Adam, französischer Komponist, Organist und Cembalist
- Guilaroff, Vera (1902–1976), kanadische Pianistin und Komponistin
- Guilavogui, Josuha (* 1990), französischer FußballspielerJosuha Guilavogui (* 1990)

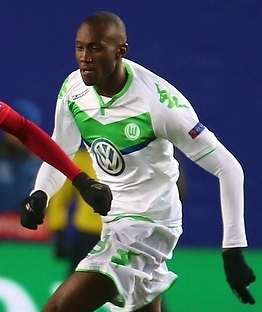
Josuha Guilavogui (* 1990)

- Guilavogui, Morgan (* 1998), guineisch-französischer Fußballspieler
- Guilavogui, Raphaël Balla (* 1964), guineischer Geistlicher, Bischof von Nzérékoré

#### Guilb
- Guilbaud, Marie-Pierre (* 1963), französische Skilangläuferin
- Guilbault, Muriel (1922–1952), kanadische Schauspielerin
- Guilbeau, Gib (1937–2016), US-amerikanischer Country-Gitarrist und Sänger
- Guilbeaux, Henri (1884–1938), französischer Journalist, Schriftsteller, Pazifist und Kommunist
- Guilbert, Aimé-Victor-François (1812–1889), französischer Erzbischof und Kardinal
- Guilbert, Ann (1928–2016), US-amerikanische Schauspielerin
- Guilbert, Charles (* 1972), französischer Radrennfahrer
- Guilbert, Fabrice (* 1976), französischer Handballspieler
- Guilbert, Frédéric (* 1994), französischer Fußballspieler
- Guilbert, Johan (* 1989), französischer Pokerspieler und Webvideoproduzent
- Guilbert, Louis (1912–1977), französischer Romanist, Linguist, Lexikologe und Lexikograf
- Guilbert, Narcisse (1878–1942), französischer Maler
- Guilbert, Walter D. (1844–1911), US-amerikanischer Politiker
- Guilbert, Yvette (1865–1944), französische Sängerin (Sopran) und SchauspielerinYvette Guilbert (1865–1944)

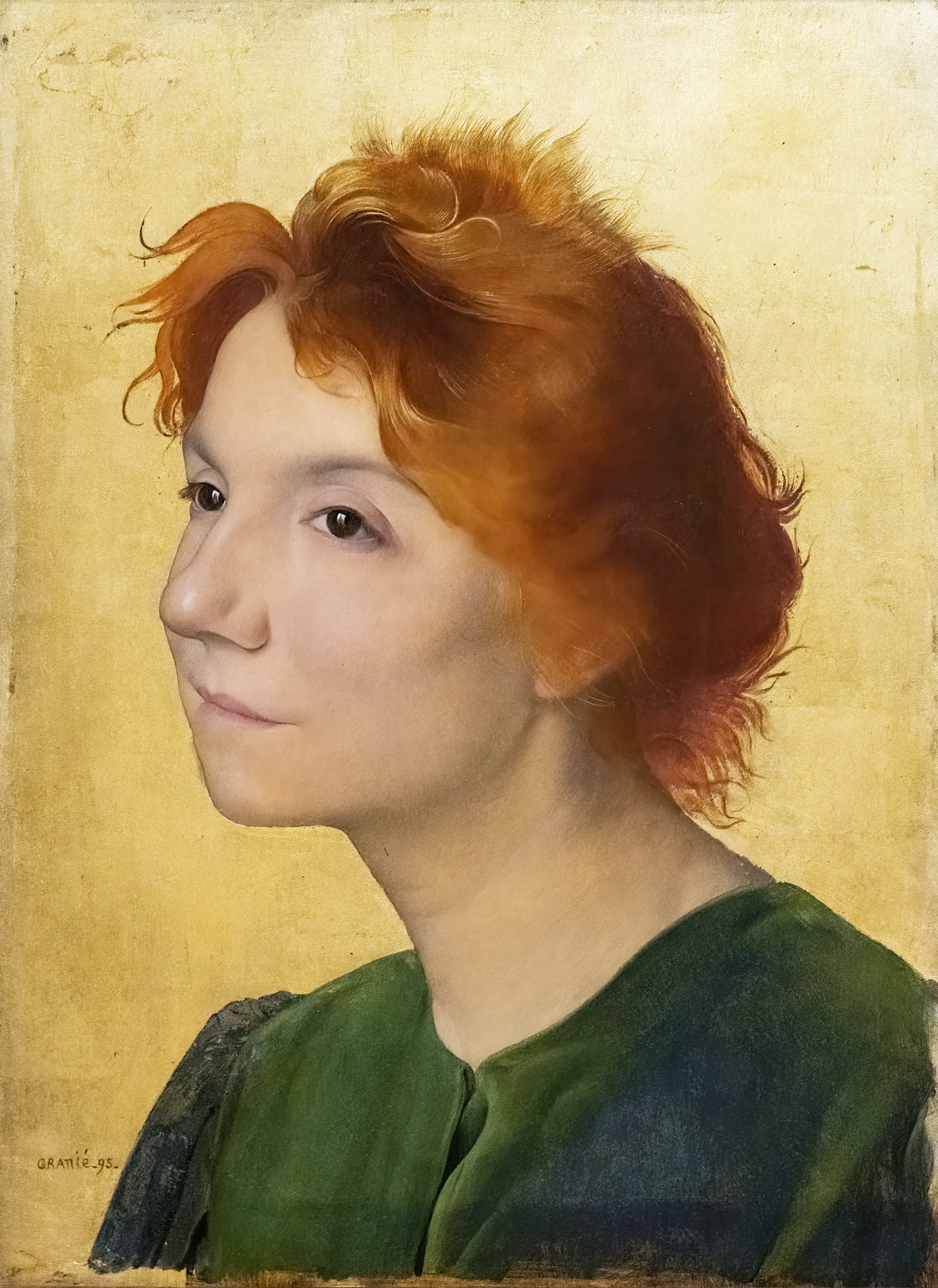
Yvette Guilbert (1865–1944)

#### Guild
- Guild, Curtis (1860–1915), US-amerikanischer Politiker
- Guild, Lafayette (1825–1870), Chirurg in der United States Army
- Guild, Nancy (1925–1999), US-amerikanische Schauspielerin
- Guild, Nigel (* 1949), britischer Konteradmiral
- Guild, Tricia (* 1946), britische Innenarchitektin, Gründerin der Designers Guild
- Guilding, Lansdown (1797–1831), britischer Geistlicher, Botaniker, Zoologe und Entomologe

#### Guile
- Guilelmus de Boderisham († 1276), englischer Dominikaner
- Guilelmus de Lancea, franziskanischer Prediger
- Guilet, Daniel (1899–1990), klassischer Geiger

#### Guilf
- Guilford, Joy Paul (1897–1987), US-amerikanischer Persönlichkeits- und Intelligenzforscher
- Guilford, Nanette (1903–1990), US-amerikanische Opernsängerin (Sopran)
- Guilfoyle, George (1913–1991), US-amerikanischer Geistlicher
- Guilfoyle, Kimberly (* 1969), US-amerikanische JournalistinKimberly Guilfoyle (* 1969)

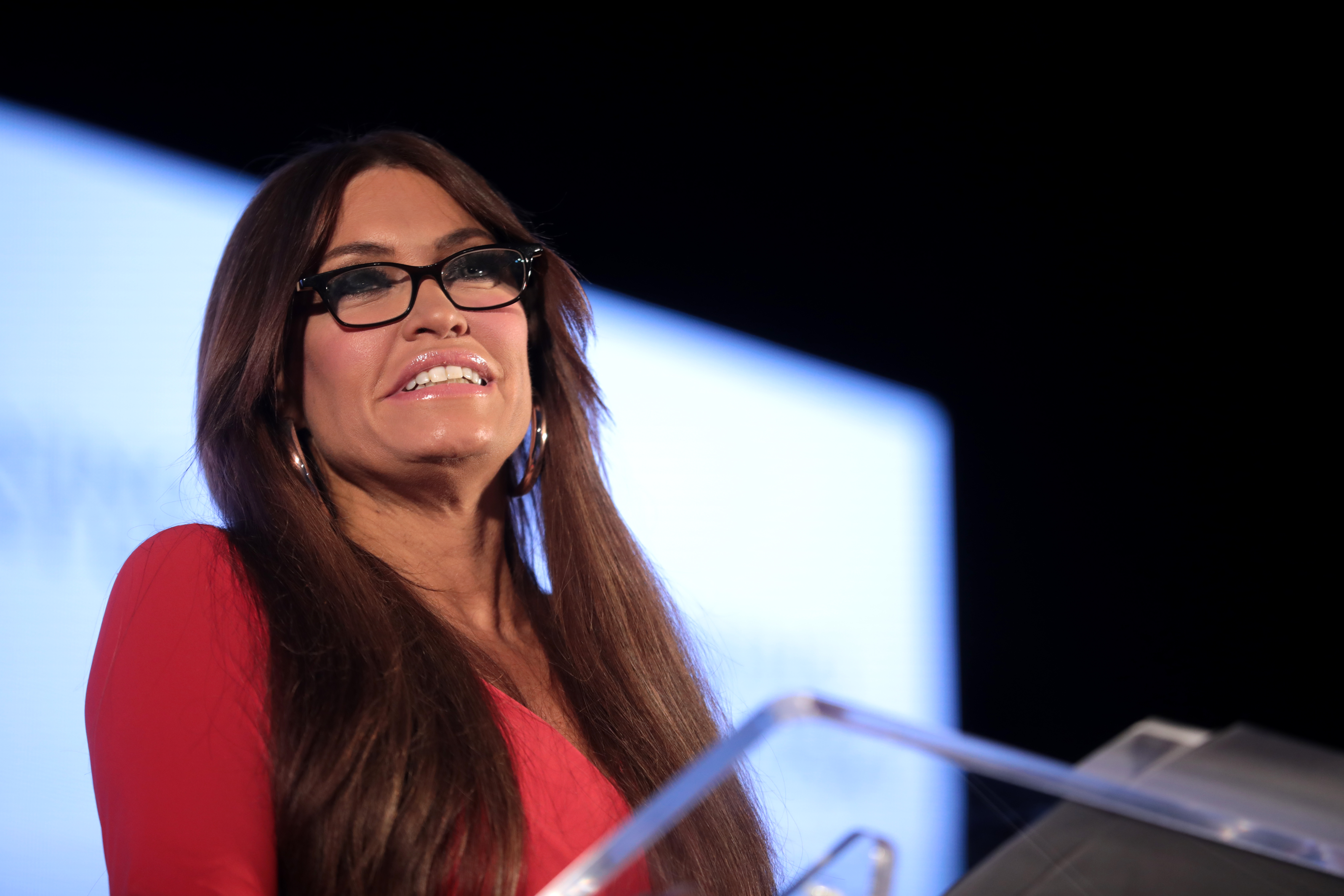
Kimberly Guilfoyle (* 1969)

- Guilfoyle, Margaret (1926–2020), australische Politikerin der Liberal Party of Australia
- Guilfoyle, Paul (1902–1961), US-amerikanischer Schauspieler und Filmregisseur
- Guilfoyle, Paul (* 1949), US-amerikanischer Schauspieler
- Guilfoyle, Richard Thomas (1892–1957), US-amerikanischer Geistlicher, römisch-katholischer Bischof von Altoona
- Guilfoyle, Ronan (* 1958), irischer Jazzmusiker und Komponist

#### Guilh
- Guilhabert de Castres, französischer Katharer, Katharerbischof von Toulouse
- Guilhaudin, André (* 1924), französischer Autorennfahrer
- Guilhaume, Paul, französischer Kameramann
- Guilheiro, Leandro (* 1983), brasilianischer Judoka
- Guilhem de Pothuau, Marcus (* 1970), französischer römisch-katholischer Ordensgeistlicher; Zisterzienser; Abt des Klosters Hauterive
- Guilhem, Jacques (1897–1975), französischer Geistlicher, römisch-katholischer Bischof von Laval in Frankreich
- Guilherme, Luis (* 2006), brasilianischer Fußballspieler
- Guilherme, Miguel (* 1958), portugiesischer Schauspieler
- Guilhot, Claude (1928–1990), französischer Jazzmusiker
- Guilhou, Etienne (1896–1966), französischer Romanist

#### Guili
- Guiliana, Mark (* 1980), US-amerikanischer Schlagzeuger
- Guiliano, Chris (* 2003), US-amerikanischer Schwimmer
- Guiliano, Mireille (* 1946), französische Managerin und Autorin von Ratgeberliteratur
- Guilielmus Monachus, Sänger und Musiktheoretiker

#### Guill
- Guill y Gonzaga, Antonio de (1715–1768), Gouverneur von Panama und Chile
- Guill, Ben H. (1909–1994), US-amerikanischer Politiker
- Guill, Julianna (* 1987), US-amerikanische Schauspielerin
- Guillabert, Guy (1931–2009), französischer Ruderer
- Guillain, Georges Charles (1876–1961), französischer Neurologe
- Guillame, Cécile (1933–2004), französische Graveurin und Briefmarkenkünstlerin
- Guillamón, Hugo (* 2000), spanischer Fußballspieler
- Guillamon, Julià (* 1962), katalanischer Literaturkritiker und Schriftsteller
- Guilland, Zenobio Lorenzo (1890–1962), argentinischer Geistlicher
- Guillard, Alfred (1810–1880), französischer Maler
- Guillard, Charlotte († 1557), Buchdruckerin in Paris
- Guillard, Marie (* 1972), französische Schauspielerin
- Guillard, Nicolas François (1752–1814), französischer Librettist
- Guillaud, Michel (* 1961), römisch-katholischer Bischof
- Guillaumat, Adolphe (1863–1940), französischer General während des Ersten Weltkriegs, danach Oberkommandierender der alliierten Besatzungstruppen in Deutschland
- Guillaumat, Pierre (1909–1991), französischer Politiker und Manager
- Guillaumaud, Gérard (1961–2006), französischer Testpilot und Offizier der französischen Luftwaffe
- Guillaume Arnaud († 1242), Dominikaner, Inquisitor
- Guillaume Crespin V. († 1313), französischer Adliger, Marschall von Frankreich
- Guillaume d’Aigrefeuille l’Ancien († 1369), zweite Sohn von Guillaume d’Aigrefeuille und Aiglinde de Tudeils
- Guillaume d’Aure († 1353), französischer Kardinal
- Guillaume de Beaujeu († 1291), Großmeister des Templerordens
- Guillaume de Beaumont († 1257), französischer Adliger, Herr von Beaumont-du-Gâtinais, Marschall von Frankreich
- Guillaume de Bussy († 1258), Bischof von Orléans
- Guillaume de Challant († 1431), Bischof von Lausanne (1406–1431)
- Guillaume de Chalon-Arlay († 1475), provenzalischer Adliger und Militär
- Guillaume de Chartres († 1218), Großmeister des Templerordens
- Guillaume de Chateauneuf († 1258), Großmeister des Malteserordens
- Guillaume de Digulleville (* 1295), mittelalterlicher Mönch und Dichter
- Guillaume de Forz († 1195), Graf von Aumale
- Guillaume de Harsigny († 1393), französischer Arzt
- Guillaume de Joinville († 1226), Bischof von Langres und Erzbischof von Reims
- Guillaume de Lahille († 1244), Ritter, Faydit, Katharer
- Guillaume de Lorris, mittelalterlicher Autor
- Guillaume de Machaut († 1377), französischer Komponist, Chronist und Dichter des MittelaltersGuillaume de Machaut († 1377)

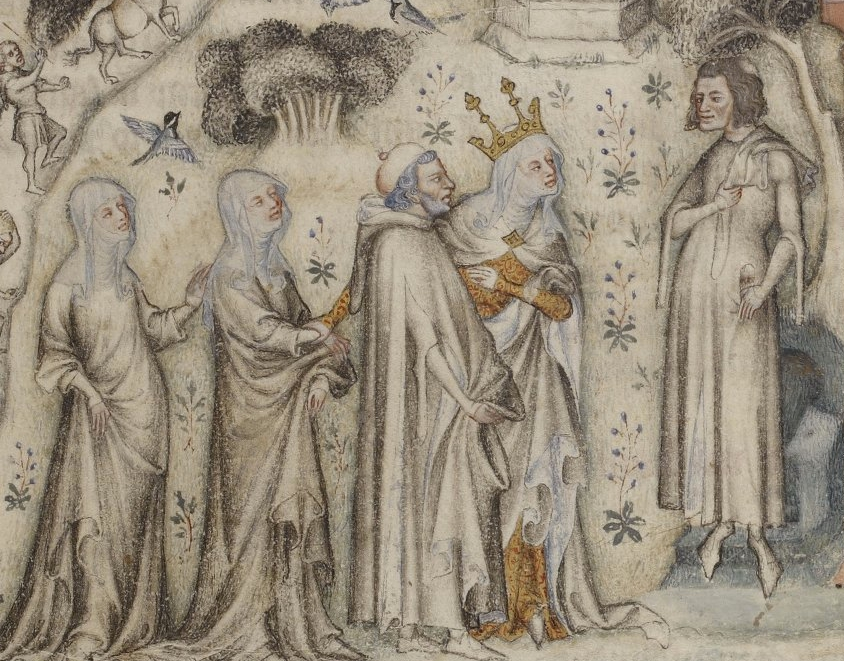
Guillaume de Machaut († 1377)

- Guillaume de Melun, französischer Reconquistador und Kreuzfahrer
- Guillaume de Nangis, französischer Benediktiner, Archivar der Abtei Saint-Denis, Geschichtsschreiber und Biograph
- Guillaume de Nogaret († 1313), Höfling und Berater des französischen Königs Philipp des Schönen
- Guillaume de Plaisians, Legist im Dienst des französischen Königs Philipp IV.
- Guillaume de Puylaurens, französischer Chronist
- Guillaume de Rochefort (1433–1492), französischer Kanzler
- Guillaume de Sonnac († 1250), Großmeister des Templerordens
- Guillaume de Villaret († 1307), Großmeister des Johanniterordens, Prior von St. Gilles
- Guillaume des Roches († 1222), französischer Adliger und Seneschall des Anjou
- Guillaume d’Ormois, Seneschall von Carcassonne
- Guillaume Flamang, französischer Dichter
- Guillaume II. de Garlande († 1120), Seneschall von Frankreich
- Guillaume II. des Barres († 1234), Herr von Oissery und La Ferté-Alais, Titulargraf von Rochefort
- Guillaume II. Roger (1290–1380), französischer Adliger, Graf von Beaufort
- Guillaume II. Talvas de Bellême († 1052), Herr von Bellême und Alençon
- Guillaume III. de Vienne, Adliger am burgundischen Hof
- Guillaume III. des Barres († 1249), Herr von Oissery und La Ferté-Alais
- Guillaume III. Roger de Beaufort (1332–1395), französischer Adliger, Comte de Beaufort
- Guillaume Malet, anglonormmischer Adliger
- Guillaume Pelhisson, Dominikaner, Inquisitor, Chronist
- Guillaume von Luxemburg (* 1981), luxemburgischer ErbgroßherzogGuillaume von Luxemburg (* 1981)

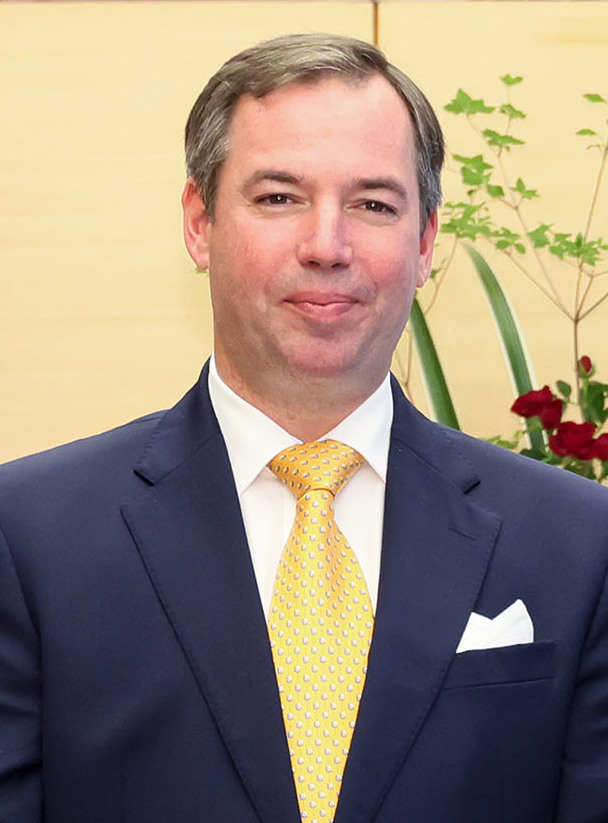
Guillaume von Luxemburg (* 1981)

- Guillaume X. († 1246), französischer Adliger
- Guillaume, Albert (1873–1942), französischer Genremaler, Plakatkünstler, Illustrator und Karikaturist
- Guillaume, Alfred (1888–1965), deutscher Islamwissenschaftler
- Guillaume, Baptiste (* 1995), belgischer Fußballspieler
- Guillaume, Charles Édouard (1861–1938), Schweizer Physiker, Nobelpreis für Physik 1920
- Guillaume, Christel (1927–2004), deutsche Stasiagentin und Spionin der DDR
- Guillaume, Didier (1959–2025), französischer Politiker, Staatsminister von Monaco
- Guillaume, Eugène (1822–1905), französischer Bildhauer, Hochschullehrer und Kunstkritiker
- Guillaume, Ferdinand (1887–1977), französisch-italienischer Schauspieler, Komiker, Stummfilmregisseur und Autor
- Guillaume, François (* 1932), französischer Politiker (PS), Abgeordneter und Landwirtschaftsminister
- Guillaume, Georgia (* 1975), österreichische Journalistin
- Guillaume, Gilbert (* 1930), französischer Jurist und Richter am Internationalen Gerichtshof
- Guillaume, Günter (1927–1995), deutscher DDR-Spion im Bundeskanzleramt (1970–1974)
- Guillaume, Gustave (1883–1960), französischer Linguist
- Guillaume, Ilionis (* 1998), französische Dreispringerin und Hürdenläuferin
- Guillaume, James (1844–1916), Schweizer Anarchist und Schriftsteller
- Guillaume, Jean (1918–2001), belgischer Romanist, Literaturwissenschaftler und Wallonist
- Guillaume, Louis (1833–1924), Schweizer Arzt und Statistiker
- Guillaume, Louis (* 2007), deutscher Schauspieler
- Guillaume, Michel (* 1967), deutscher Schauspieler und Regisseur
- Guillaume, Paul (1891–1934), französischer Kunsthändler, Galerist, Sammler
- Guillaume, Paul-Marie (* 1929), französischer Geistlicher, emeritierter Bischof von Saint-Dié
- Guillaume, Pierre (1925–2002), französischer Marineoffizier und Söldner
- Guillaume, Robert (1927–2017), US-amerikanischer SchauspielerRobert Guillaume (1927–2017)

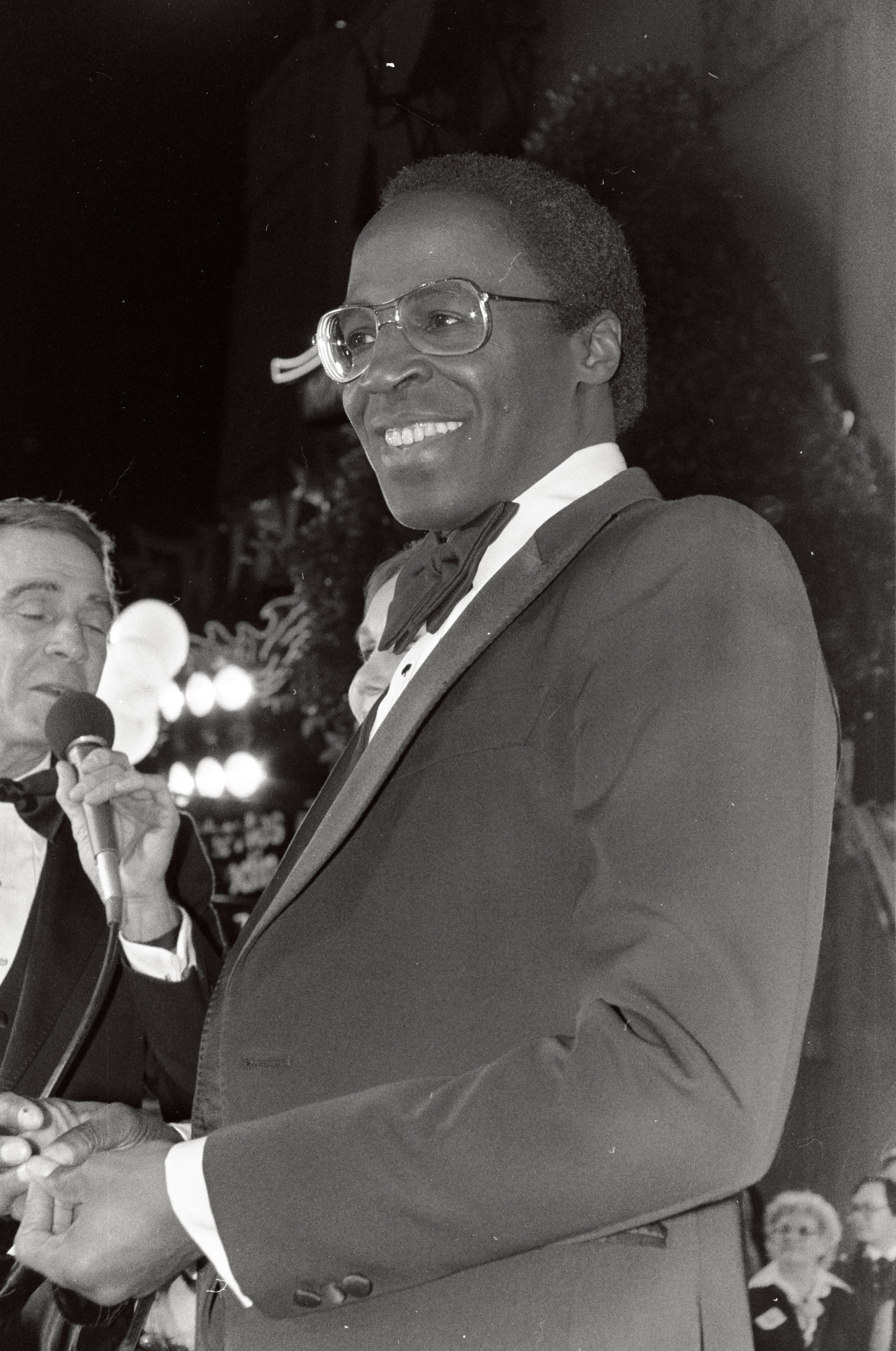
Robert Guillaume (1927–2017)

- Guillaume, Romain (* 1985), französischer Triathlet
- Guillaume, Serge (1946–2016), französischer Radrennfahrer
- Guillaume, Stéphane (* 1974), französischer Jazz-Saxophonist, Klarinettist und Flötist
- Guillaume, Sylvain (* 1968), französischer Nordischer Kombinierer
- Guillaume, Sylvie (* 1962), französische Politikerin (PS), MdEP
- Guillaume-Schack, Gertrude (1845–1903), deutsche Frauenrechtlerin, Schweizer Aktivistin der Internationalen Arbeiter-Assoziation
- Guillaumet, Henri (1902–1940), französischer Pilot
- Guillaumin, André (1885–1974), französischer Botaniker
- Guillaumin, Armand (1841–1927), französischer Maler und Grafiker
- Guillaumin, Edouard (1842–1927), französischer Karikaturist und Zeichner
- Guillaumin, Émile (1873–1951), französischer Schriftsteller und Gewerkschafter
- Guillaumot de la Bergerie, Claude (1658–1743), französischer Hofprediger und Hugenottenprediger
- Guilleaume, Arnold von (1868–1939), deutscher Unternehmer
- Guilleaume, Emil (1846–1913), deutscher Unternehmer, Drahtseil- und Kabelindustrieller
- Guilleaume, Franz Carl (1834–1887), deutscher Unternehmer und Gründer des CarlswerksFranz Carl Guilleaume (1834–1887)

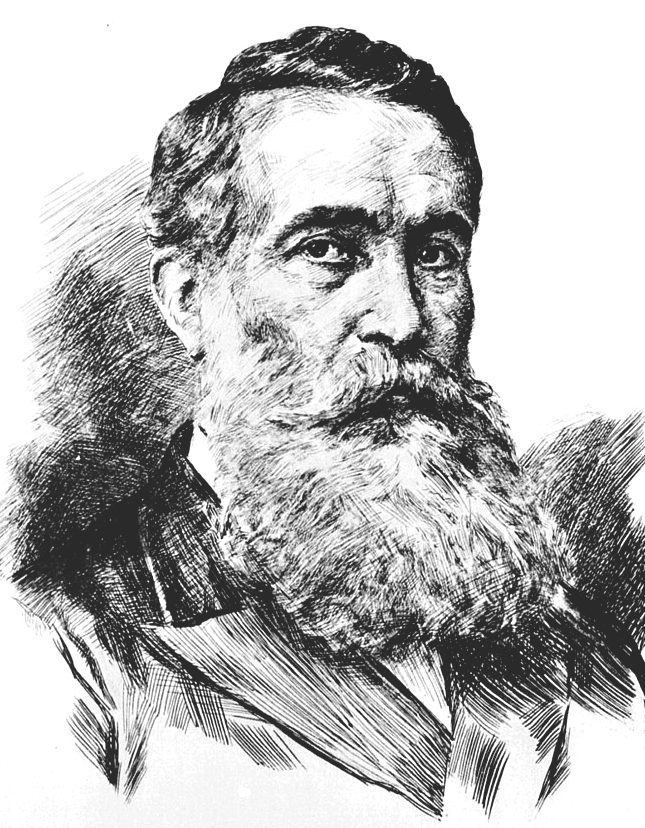
Franz Carl Guilleaume (1834–1887)

- Guilleaume, Karl (1789–1837), deutscher Unternehmer
- Guilleaume, Margot (1910–2004), deutsche Opernsängerin (Sopran) und Hochschullehrerin
- Guilleaume, Max von (1866–1932), deutscher Sportler und Unternehmer
- Guilleaume, Paul von (1893–1970), deutscher Automobilrennfahrer und Motorsportfunktionär
- Guilleaume, Theodor (1812–1879), deutscher Unternehmer, Hanf- und Drahtseilfabrikant
- Guillebaud, Amile-Ursule (1800–1886), Schweizer Malerin
- Guillebaud, Jean-Claude (* 1944), französischer Autor, Essayist und Journalist
- Guillebaud, Jean-Pierre (1805–1888), Schweizer Architekt
- Guillebeaud, Chrystel (* 1971), französische Tänzerin, Choreographin und Tai-Chi-Lehrerin
- Guillebert de Metz, mittelalterlicher Schreiber und Kopist
- Guillelmus Adae, Dominikaner, Missionar und (Erz-)Bischof in Persien und in der Balkanregion
- Guillem de Copons, Schriftsteller und Diplomat
- Guillem de Vilamarí († 1318), Bischof von Girona
- Guillem Ramon II. de Montcada († 1173), Seneschall von Katalonien, Herr von Montcada, Vic, Tortosa und Lleida
- Guillem, Sylvie (* 1965), französische Tänzerin und Choreografin
- Guillemain, Louis-Gabriel (1705–1770), französischer Violinist und Komponist
- Guillemard, Laurence (1862–1951), britischer Beamter, Gouverneur der Straits Settlements und Administrator von Singapur
- Guillemaut, Lucien (1842–1917), französischer Arzt, aber auch Politiker und Lokalhistoriker
- Guillemeau, Charles (1588–1656), französischer Chirurg
- Guillemeau, Jacques (1549–1613), französischer Chirurg und Geburtshelfer
- Guillemeau, Jean-Jacques-Daniel (1736–1823), französischer Arzt
- Guillemeau, Jean-Louis-Marie (1766–1852), französischer Arzt und Naturforscher
- Guillemenot, Jérémy (* 1998), Schweizer Fußballspieler
- Guillemet, Antoine (1841–1918), französischer Landschaftsmaler
- Guillemette, Mathias (* 2002), kanadischer Radrennfahrer
- Guillemin, Amédée (1826–1893), französischer Autor und Wissenschaftsjournalist
- Guillemin, Ernst (1898–1970), US-amerikanischer Elektroingenieur
- Guillemin, Florence (* 1980), französische Fußballschiedsrichterin
- Guillemin, Henri (1903–1992), französischer Historiker und Schriftsteller
- Guillemin, Jean Baptiste Antoine (1796–1842), französischer Botaniker
- Guillemin, Karen, US-amerikanische Mikrobiologin und Hochschullehrerin
- Guillemin, René (1898–1970), französischer Radrennfahrer
- Guillemin, Roger (1924–2024), französisch-amerikanischer Biochemiker
- Guillemin, Sophie (* 1977), französische SchauspielerinSophie Guillemin (* 1977)

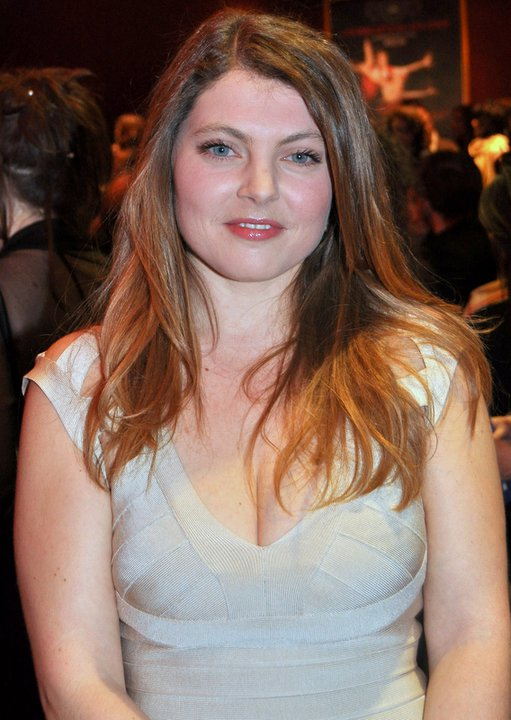
Sophie Guillemin (* 1977)

- Guillemin, Stephania (* 1977), französische Bogenbiathletin
- Guillemin, Victor (* 1937), US-amerikanischer Mathematiker
- Guilleminot, Armand Charles (1774–1840), französischer General und Diplomat
- Guilleminot, Hyacinthe (1869–1922), französischer Radiologe
- Guillemot de Villebois, Alexander (1717–1781), russischer Generalfeldzeugmeister und Chef der Artillerie
- Guillemot de Villebois, François (1674–1760), französisch-baltischer Adelsmann und russischer Vizeadmiral
- Guillemot de Villebois, Franz Karl Theodor (1836–1890), französisch-baltischer Adelsmann und Bildhauer
- Guillemot, Agathe (* 1999), französische Mittelstreckenläuferin
- Guillemot, Agnès (1931–2005), französische Filmeditorin
- Guillemot, Antoine (1822–1902), französischer Schmetterlingssammler und Heimatforscher
- Guillemot, Joseph (1899–1975), französischer Leichtathlet
- Guillemot, Marc (* 1959), französischer Segler
- Guillén Cuervo, Fernando (* 1963), spanischer Schauspieler
- Guillén Meza, Álvaro (* 2003), ecuadorianischer Tennisspieler
- Guillén Soto, Walter (* 1961), honduranischer römisch-katholischer Ordensgeistlicher, Bischof von Gracias
- Guillén y Sánchez, Palma (1893–1975), mexikanische Botschafterin
- Guillén, Abraham (* 1913), spanischer Journalist, Ökonom und Politikwissenschaftler
- Guillén, Avelino (* 1954), peruanischer Jurist, Staatsanwalt und Politiker
- Guillén, Carlos (* 1975), venezolanischer Baseballspieler
- Guillén, Fernando (1931–2013), spanischer Schauspieler
- Guillén, Gabriel, austro-venezolanischer klassischer Gitarrist
- Guillén, Gabriela (* 1992), costa-ricanische Fußballspielerin
- Guillén, Harvey (* 1990), US-amerikanischer SchauspielerHarvey Guillén (* 1990)

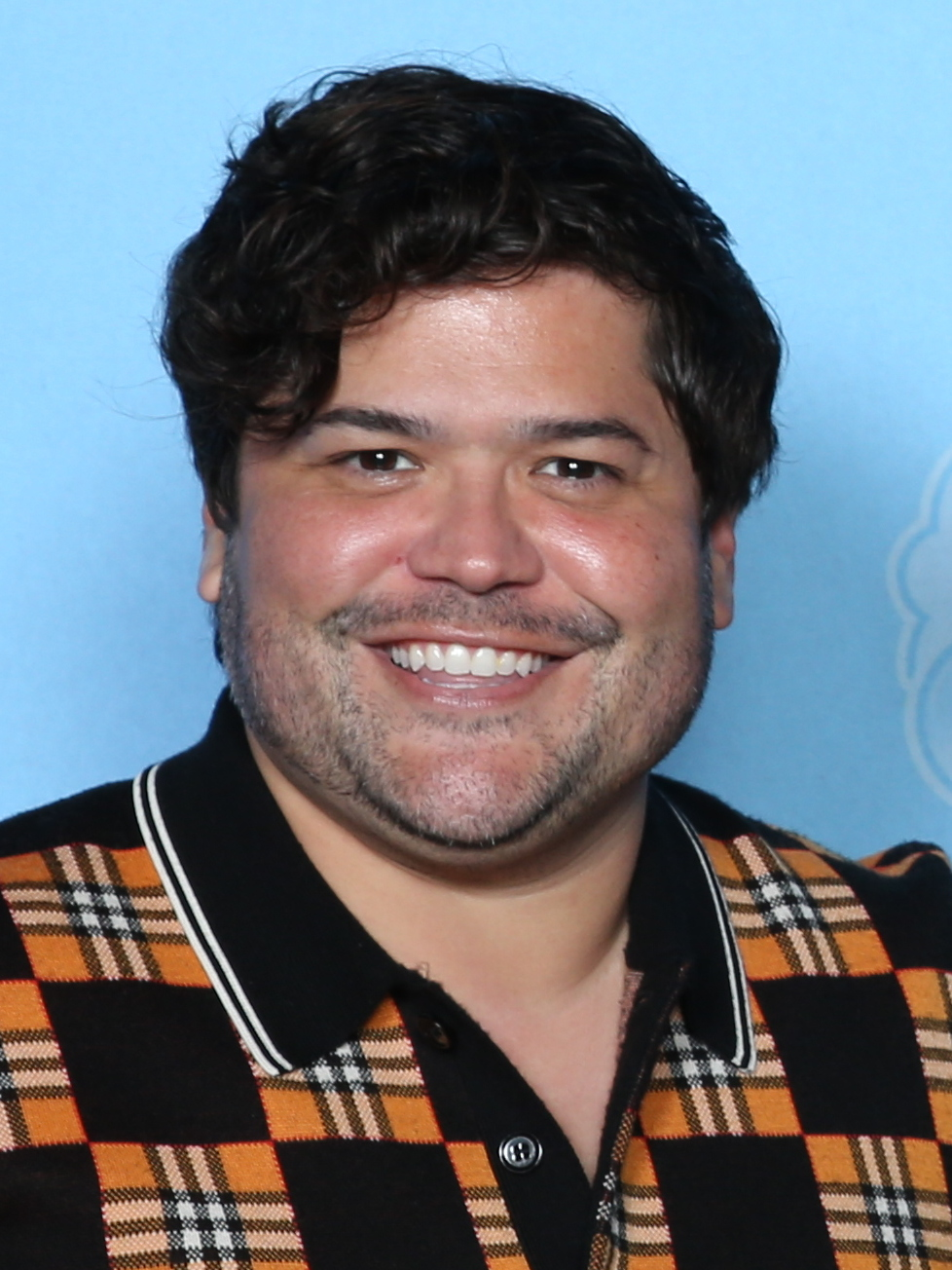
Harvey Guillén (* 1990)

- Guillén, Jorge (1893–1984), spanischer Dichter
- Guillén, Marco (* 1987), costa-ricanischer Straßenradrennfahrer
- Guillén, Néstor (1890–1966), bolivianischer Politiker
- Guillén, Nicolás (1902–1989), kubanischer Dichter und Schriftsteller
- Guillén, Rafael (1933–2023), spanischer Dichter
- Guillen, Sammy (1924–2013), Cricketspieler der West Indies und Neuseelands
- Guillenchmidt, Jacqueline de (* 1943), französische Juristin und Verwaltungsbeamtin
- Guillera, Sana, deutsche Schauspielerin, Filmproduzentin und Fotomodel
- Guilleragues, Gabriel de (1628–1685), französischer Diplomat und Schriftsteller
- Guillerand, Augustin (1877–1945), französischer Kartäusermönch und Verfasser zahlreicher geistlicher Schriften
- Guillermin, John (1925–2015), britischer Filmregisseur, Filmproduzent und Drehbuchautor
- Guillermo Disandro, Alfredo (1922–2001), argentinischer römisch-katholischer Bischof
- Guillermo, Cesáreo (1847–1885), Staatspräsident der Dominikanischen Republik
- Guillermo, Lorraine (* 1993), US-amerikanische Tennisspielerin
- Guillermo, Pedro (1814–1867), Soldat, Kaufmann und Politiker
- Guillermoprieto, Alma (* 1949), mexikanische Journalistin
- Guillermou, Alain (1913–1998), französischer Romanist, Rumänist, Sprachpfleger und Übersetzer
- Guillery, Franz (1862–1933), deutscher Landschafts- und Porträtmaler
- Guillet, Amedeo (1909–2010), italienischer Offizier und Kriegsheld
- Guillet, Arnold (1922–2007), Schweizer Verleger und Publizist
- Guillet, Étienne (* 1976), französischer römisch-katholischer Geistlicher, Bischof von Saint-Denis
- Guillet, Pernette du (1520–1545), französische Dichterin
- Guillet, Robert (* 1972), kanadischer Eishockeyspieler
- Guillet, Urbain (1764–1817), französischer Trappistenmönch, Prior und Klostergründer in Nordamerika
- Guillevic, Eugène (1907–1997), französischer Schriftsteller
- Guillez, Georges (1909–1993), französischer Sprinter
- Guilliams, Jodie (* 1997), belgische Volleyballspielerin
- Guillibert, Félix (1842–1926), französischer römisch-katholischer Geistlicher und Bischof
- Guillier, Alejandro (* 1953), chilenischer Journalist und Politiker
- Guillimann, Franz († 1612), Historiker und Dichter
- Guillissen-Hoa, Simone (1916–1996), belgische Architektin
- Guillon, Albert (1801–1854), französischer Komponist
- Guillon, Claude (1952–2023), französischer Schriftsteller, Essayist und politischer Aktivist
- Guillon, Clément (1932–2010), französischer römisch-katholischer Theologe, Bischof von Quimper
- Guillon, Guy (* 1936), französischer Fußballspieler
- Guillon, Olivier (* 1972), französischer Springreiter
- Guillon, Olivier (* 1975), französisch-deutscher Materialwissenschaftler und Ingenieur
- Guillon, Stéphanie (* 1971), französische Maskenbildnerin
- Guillon-Lethière, Guillaume (1760–1832), französischer Maler
- Guillonnet, Octave (1872–1967), französischer Maler
- Guillopé, Colette (* 1951), französische Mathematikerin
- Guillory, Briana (* 1997), US-amerikanische Sprinterin
- Guillory, Curtis John (* 1943), US-amerikanischer Ordensgeistlicher, emeritierter römisch-katholischer Bischof von Beaumont
- Guillory, Sienna (* 1975), britische Schauspielerin, Filmproduzentin und ehemaliges ModelSienna Guillory (* 1975)

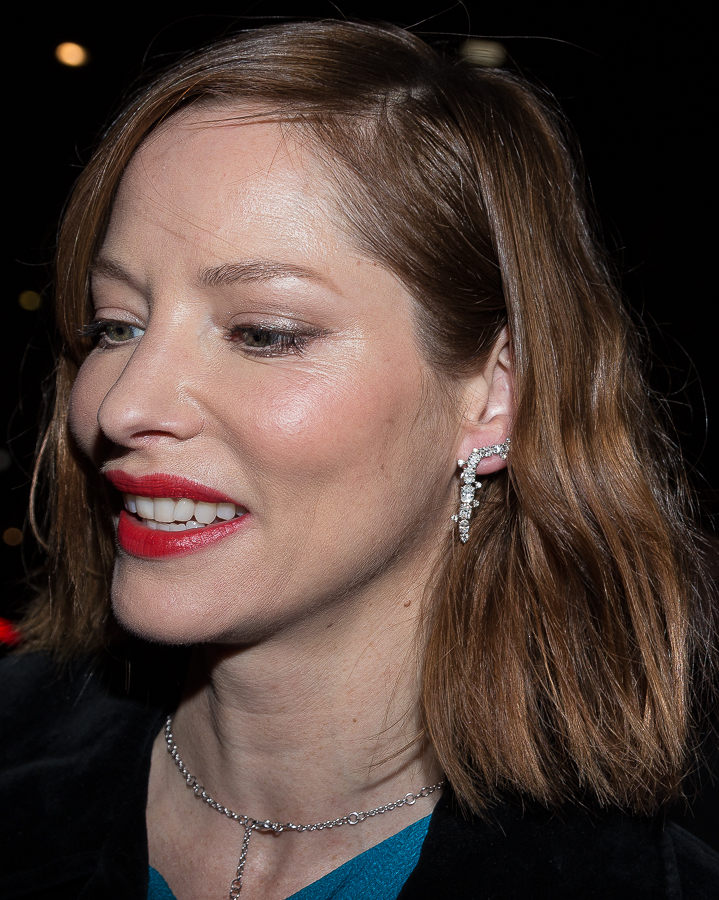
Sienna Guillory (* 1975)

- Guillot, Alexandre (1849–1930), Schweizer evangelischer Geistlicher
- Guillot, Gregory M., US-amerikanischer General der United States Air Force
- Guillot, Jacques (* 1945), französischer Autorennfahrer
- Guillot, Jean-Baptiste (1803–1882), französischer Rosenzüchter
- Guillot, Jean-Baptiste André (1827–1893), französischer Rosenzüchter
- Guillot, Laure Albin (1879–1962), französische Fotografin
- Guillot, Marie (1880–1934), französische Feministin, Pazifistin, Gewerkschafterin und Lehrerin
- Guillot, Olga (1922–2010), kubanische Sängerin
- Guillot, Olivier (1932–2023), französischer Historiker
- Guillot, Pierre (1855–1918), französischer Rosenzüchter
- Guillot, René (1900–1969), Afrikareisender und Autor von Jugendbüchern
- Guillot-Duhamel, Jean-Pierre-François (1730–1816), französischer Bergbauexperte und Metallurge
- Guillot-Vignot, Jerome, französischer Bogenschütze, Trainer und Bogenbiathlet
- Guilloteau de Grandeffe, André († 1825), Graf von Grandeffe und Villedieu
- Guilloti, Mario (1946–2021), argentinischer Boxer
- Guillotin, Joseph-Ignace (1738–1814), französischer Arzt und PolitikerJoseph-Ignace Guillotin (1738–1814)

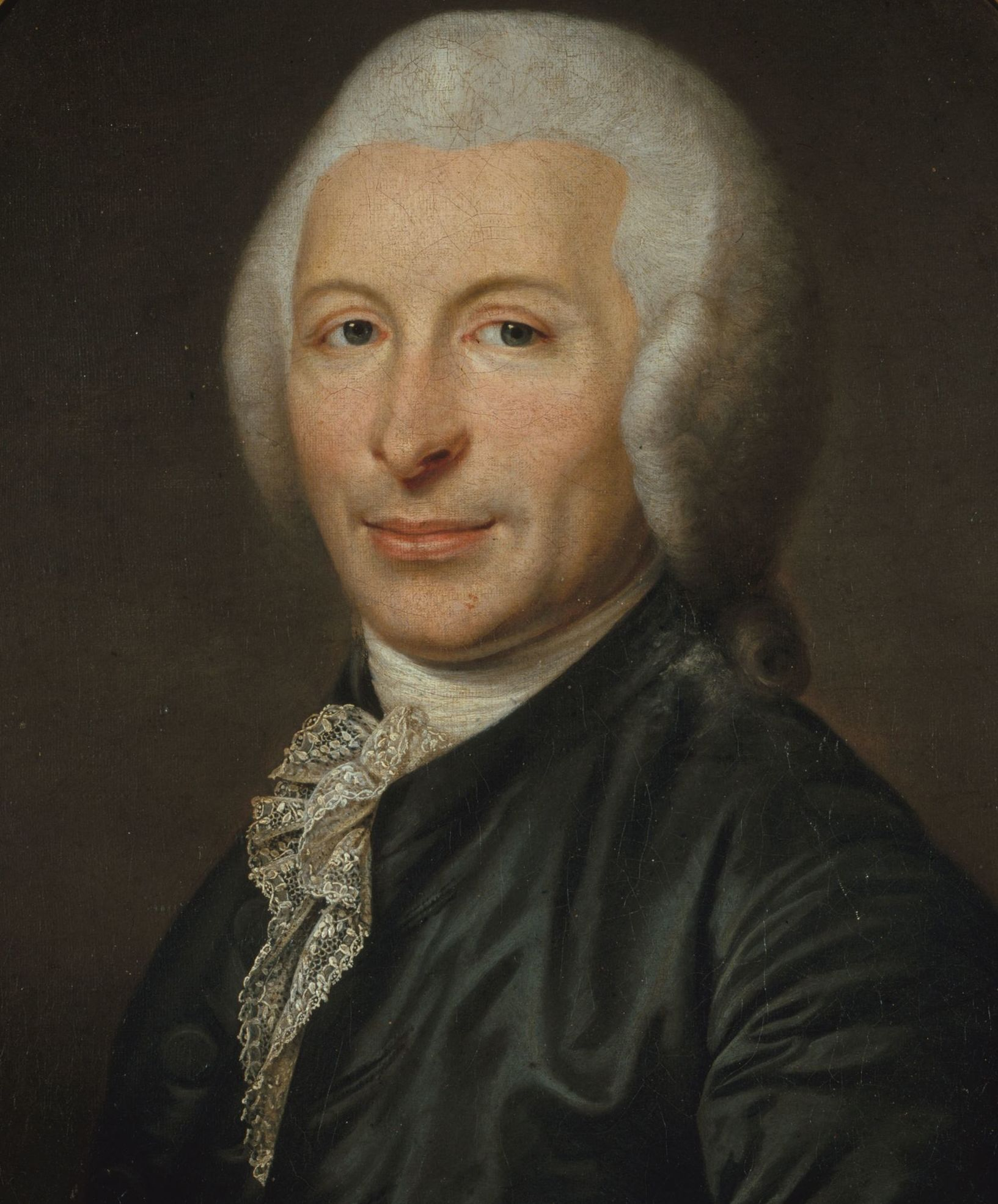
Joseph-Ignace Guillotin (1738–1814)

- Guillotte, François-Jacques († 1766), französischer Officier de police und Enzyklopädist
- Guillou, Alfred (1844–1926), französischer Maler
- Guillou, Florian (* 1982), französischer Radrennfahrer
- Guillou, Hervé (* 1955), französischer Unternehmer
- Guillou, Jan (* 1944), schwedischer Journalist und RomanautorJan Guillou (* 1944)

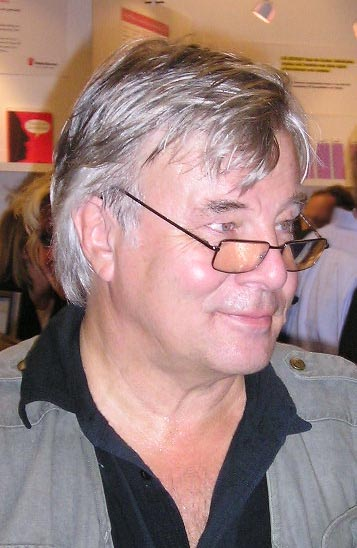
Jan Guillou (* 1944)

- Guillou, Jean (1930–2019), französischer Komponist, Organist, Pianist und Musikpädagoge
- Guillou, Jean-Marc (* 1945), französischer Fußballspieler und -trainer
- Guillou, Joseph (1787–1853), französischer Flötist und Komponist
- Guillou, Katrina (* 1993), US-amerikanisch-philippinisch-französische Fußballspielerin
- Guillou, Nicolas (* 1975), französischer Jurist und Richter am Internationalen Strafgerichtshof
- Guillou, Patrick (* 1970), französischer Fußballspieler
- Guillou, René (1903–1958), französischer Komponist
- Guillouard, Catherine (* 1965), französische Unternehmensleiterin
- Guilloud, Diego (* 1990), Schweizer Freestyle-Inlineskater
- Guilloux, Arnaud (* 1988), französischer Triathlet
- Guilloux, Louis (1899–1980), französischer Schriftsteller
- Guilloux, Pierre (1901–1937), französischer Hochspringer
- Guilluy, Henri-Marie (1911–2008), französischer Benediktiner, Prior und Klostergründer

#### Guilm
- Guilman, Victorie (* 1996), französische Radrennfahrerin
- Guilmant, Alejandra (* 1993), mexikanische Schauspielerin, Model und Fotografin
- Guilmant, Alexandre (1837–1911), französischer Organist und KomponistAlexandre Guilmant (1837–1911)

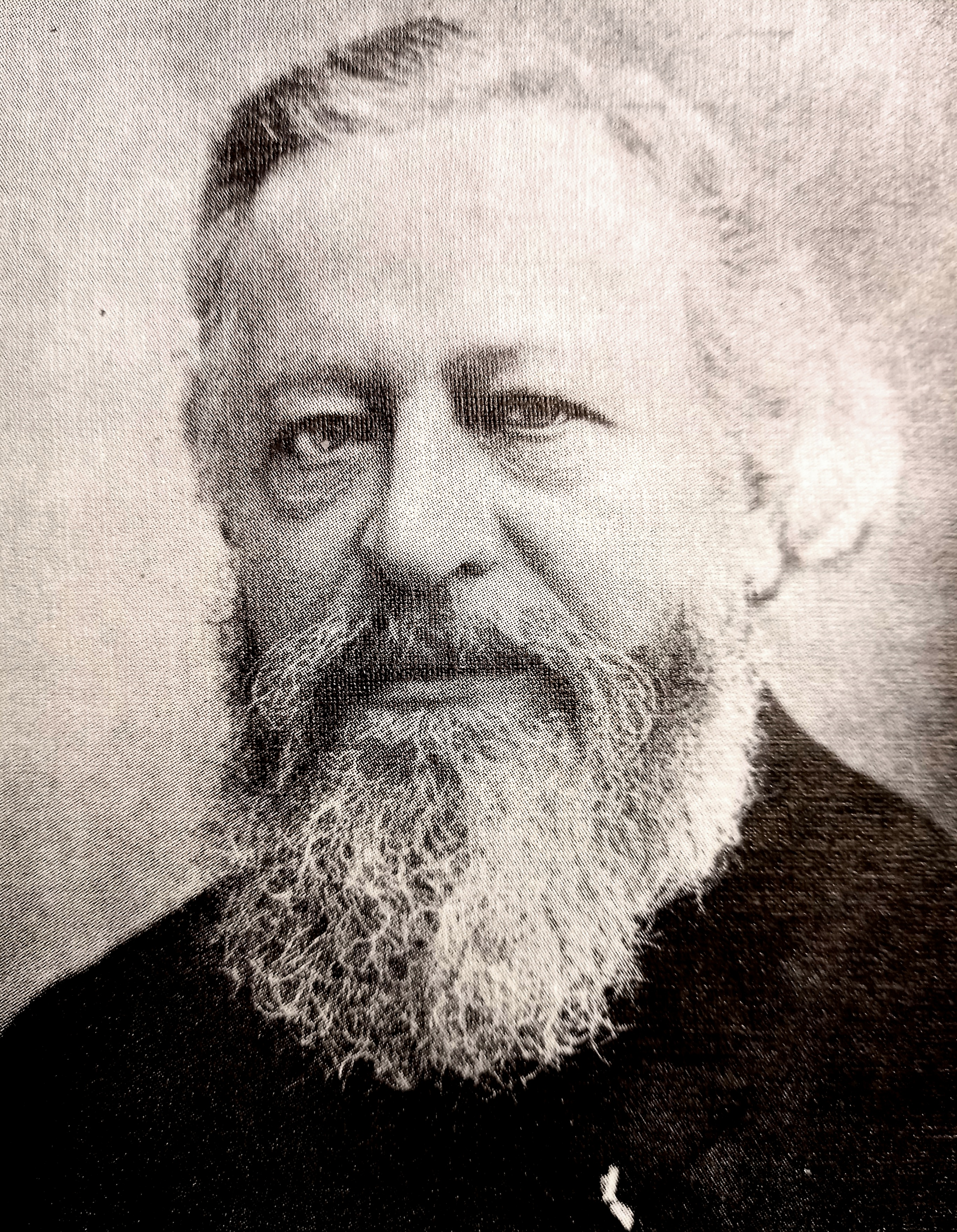
Alexandre Guilmant (1837–1911)

- Guilmette, Eric, US-amerikanischer Schauspieler, Model und Bodybuilder
- Guilmette, Jonathan (* 1978), kanadischer Shorttracker

#### Guilt
- Guilty Simpson, amerikanischer Rapper

### Guim
- Guimaraens, Alphonsus de (1870–1921), brasilianischer Schriftsteller
- Guimaraens, Florentino (* 1894), uruguayischer Politiker (Partido Colorado)
- Guimaraes Bueno, Flavia (* 1992), brasilianische Tennisspielerin
- Guimarães Coelho, Artur (* 1934), portugiesischer Radrennfahrer
- Guimarães da Silva, Hugo de Leon (* 1990), brasilianischer Volleyballspieler
- Guimarães Junior, Gerson (* 1992), brasilianischer Fußballspieler
- Guimarães Kevanu, Fernando (1936–2022), angolanischer Geistlicher und römisch-katholischer Bischof von Ondjiva
- Guimarães Moreira, Odilon (* 1939), brasilianischer Geistlicher, emeritierter römisch-katholischer Bischof von Itabira-Fabriciano
- Guimarães Rezende, Antônio Alberto (1926–2015), brasilianischer Ordensgeistlicher, römisch-katholischer Bischof von Caetité
- Guimarães, Adair José (* 1960), brasilianischer Geistlicher und römisch-katholischer Bischof von Formosa
- Guimarães, Agberto (* 1957), brasilianischer Mittelstreckenläufer
- Guimarães, Alexandre (* 1959), brasilianischer-costa-ricanischer Fußballspieler und -trainer
- Guimarães, Artur Victor (* 1998), brasilianischer Fußballspieler
- Guimarães, Bárbara (* 1973), portugiesische Fernsehmoderatorin
- Guimarães, Bernardo (1825–1884), brasilianischer Romanautor
- Guimarães, Bruno (* 1997), brasilianischer FußballspielerBruno Guimarães (* 1997)

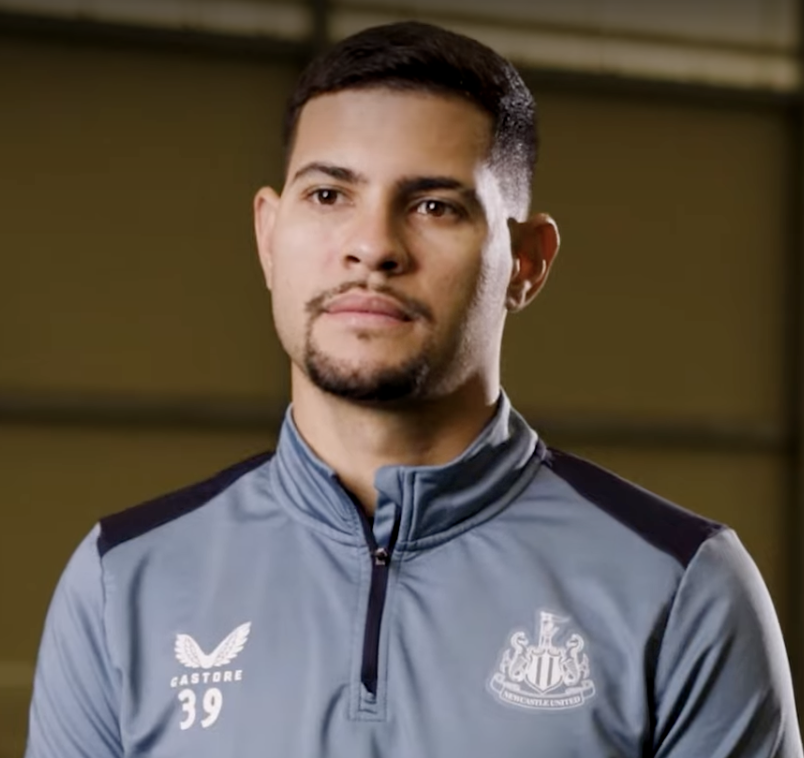
Bruno Guimarães (* 1997)

- Guimarães, Clesly Evandro (* 1975), brasilianischer Fußballspieler
- Guimarães, Eduardo (1892–1928), brasilianischer Dichter, Übersetzer und Journalist
- Guimarães, Elina (1904–1991), portugiesische Schriftstellerin, Juristin und Frauenrechtlerin
- Guimarães, Felipe (* 1991), brasilianischer Automobilrennfahrer
- Guimarães, Fernando José Monteiro (* 1946), brasilianischer Ordensgeistlicher, emeritierter römisch-katholischer Militärerzbischof von Brasilien
- Guimarães, Gabriela (* 1994), brasilianische Volleyballspielerin
- Guimarães, Getúlio Teixeira (1937–2020), brasilianischer Geistlicher und römisch-katholischer Bischof von Cornélio Procópio
- Guimarães, Henrique (* 1972), brasilianischer Judoka
- Guimarães, Joaquim Giovanni Mol (* 1960), brasilianischer römisch-katholischer Geistlicher, Koadjutorbischof von Santos
- Guimarães, José de (* 1939), portugiesischer bildender Künstler
- Guimarães, Manuel (1915–1975), portugiesischer Filmregisseur
- Guimarães, Serafim (* 1934), portugiesischer Pharmakologe
- Guimarães, Vitorino de Carvalho (1876–1957), portugiesischer Politiker, Premierminister von Portugal
- Guimard, Carlos (1913–1998), argentinischer Schachgroßmeister
- Guimard, Cyrille (* 1947), französischer Radrennfahrer
- Guimard, Hector (1867–1942), französischer ArchitektHector Guimard (1867–1942)

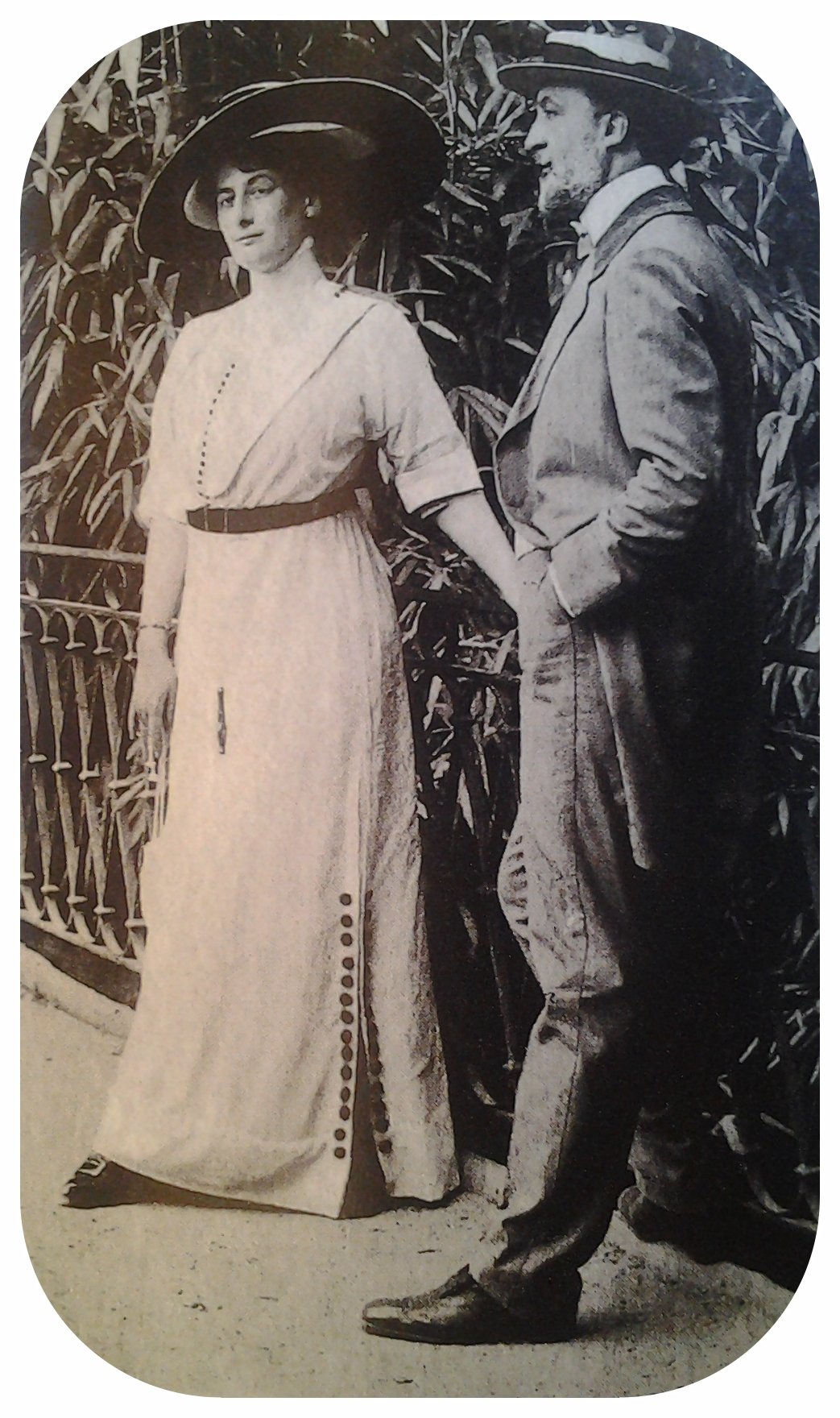
Hector Guimard (1867–1942)

- Guimard, Marie Madeleine (1743–1816), französische Tänzerin
- Guimard, Paul (1921–2004), französischer Schriftsteller
- Guimba, Tahirou (* 1952), nigrischer Manager und Politiker
- Guimbaud, Louis (1869–1957), französischer Homme de lettres, Romanist und Spezialist von Victor Hugo
- Guimbretiere, Marcel (1909–1970), französischer Radrennfahrer
- Guimendego, Nadia (* 1997), zentralafrikanische Judoka
- Guimerà, Àngel (1845–1924), spanischer Autor katalanischer Sprache
- Guimet, Émile (1836–1918), französischer Industrieller und Forschungsreisender
- Guimet, Jean-Baptiste (1795–1871), französischer Chemiker
- Guimier, Pascal (* 1960), französischer Journalist
- Guimond, Arthé (1931–2013), kanadischer Geistlicher, römisch-katholischer Erzbischof von Grouard-McLennan
- Guimond, Genevieve, kanadische Cellistin
- Guimond, Janie (* 1984), kanadische Volleyballspielerin
- Guimond, Olivier (1893–1954), kanadischer Schauspieler und Komiker
- Guimond, Olivier (1914–1971), kanadischer Schauspieler
- Guimond, Sacha (* 1991), kanadischer Eishockeyspieler
- Guimont, Alain, kanadischer Biathlet
- Guimpel, Friedrich (1774–1839), deutscher Maler und Kupferstecher vorwiegend botanischer Abbildungen
- Guims, Needy (* 1974), französischer Leichtathlet

### Guin
- Guin, François (* 1938), französischer Jazz-Posaunist, Flötist und Komponist
- Guin, Wyman (1915–1989), amerikanischer Science-Fiction-Autor
- Guină, Nicolae (1911–1999), rumänischer Politiker (PCR) und Botschafter
- Guinaccia, Deodato (1510–1585), italienischer Maler
- Guinan, Edward, US-amerikanischer Astrophysiker
- Guinan, Francis, US-amerikanischer Schauspieler
- Guinan, Megan, US-amerikanische Schauspielerin
- Guinan, Texas (1884–1933), amerikanische Schauspielerin und Nachtclubbesitzerin
- Guinand, Klara, deutsche Theaterschauspielerin
- Guinand, Patrick (* 1947), französischer Schauspiel- und Opernregisseur
- Guinand, Pierre-Louis (1748–1824), Schweizer Optiker
- Guinard, Manuel (* 1995), französischer Tennisspieler
- Guinari, Peter (* 2001), zentralafrikanischer Fußballspieler
- Guiñazú, Pablo (* 1978), argentinischer Fußballspieler
- Guinchard, Albert (1914–1971), Schweizer Fussballspieler
- Guindet, Albert (1880–1973), französischer Maler des Expressionismus
- Guindo, Brahima (* 1977), malischer Judoka
- Guindo, Daouda (* 2002), malischer Fußballspieler
- Guindo, Mohamed (* 2003), malisch-belgischer Fußballspieler
- Guindon, Bob (* 1950), kanadischer Eishockeyspieler
- Guindorf, Marie-Reine (1812–1837), französische Feministin und Herausgeberin
- Guindos, Luis de (* 1960), spanischer Politiker und Wirtschaftswissenschaftler
- Guinee, Tim (* 1962), US-amerikanischer SchauspielerTim Guinee (* 1962)

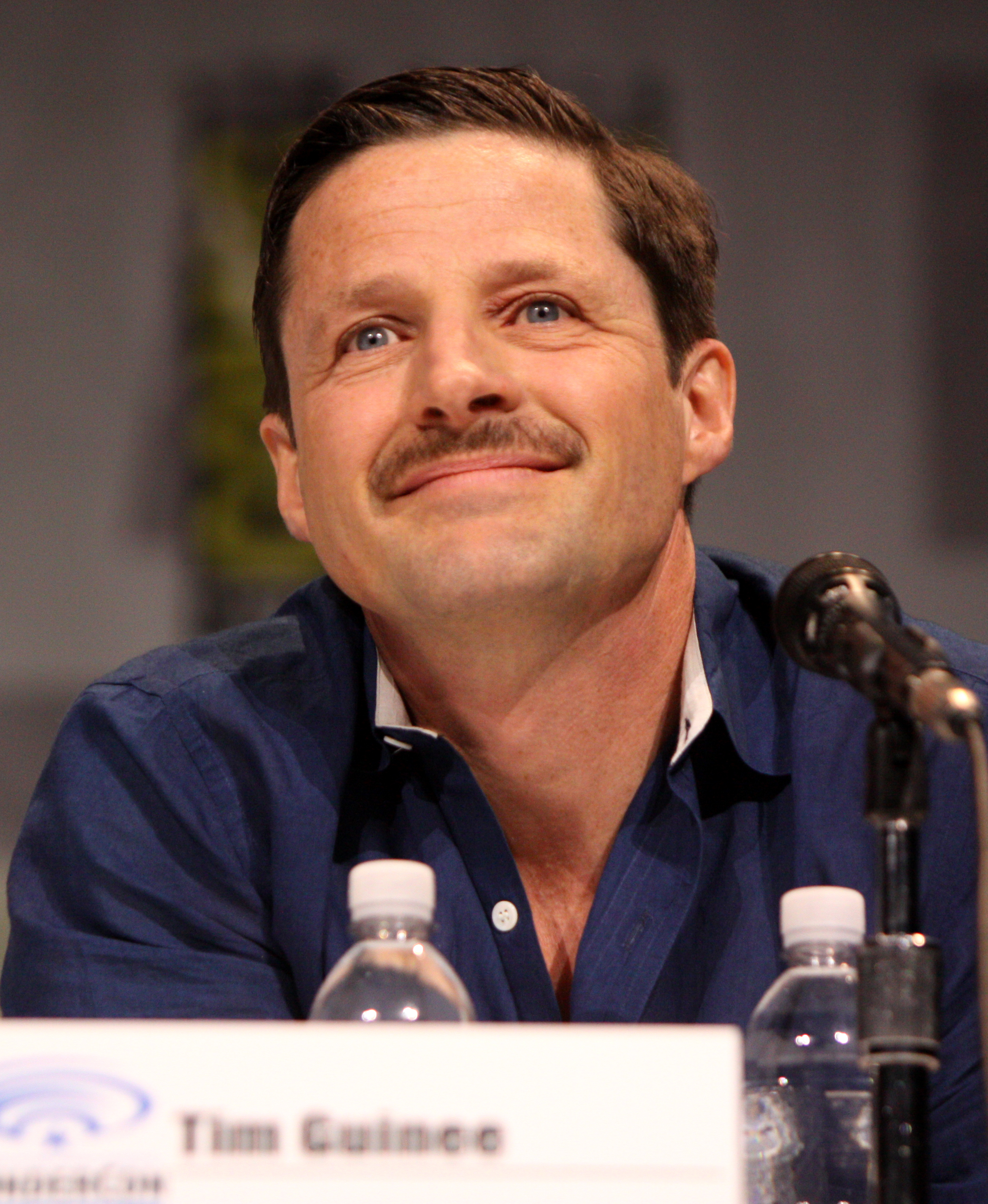
Tim Guinee (* 1962)

- Guiney, Ed (* 1966), irischer Filmproduzent
- Guiney, Elizabeth (* 1991), US-amerikanische Skilangläuferin
- Guiney, John (1882–1912), US-amerikanischer Kugelstoßer
- Guiney, Louise Imogen (1861–1920), US-amerikanische Autorin, Biografin und Journalistin
- Guiñez, Eusebio (1906–1987), argentinischer Langstreckenläufer
- Guinga (* 1950), brasilianischer Komponist und Gitarrist
- Guingané, Jean-Pierre (1947–2011), burkinischer Theaterregisseur, Autor und Literaturwissenschaftler
- Guingona, Teofisto (* 1928), philippinischer Politiker
- Guingot, Louis (1864–1948), französischer Kunstmaler und Designer
- Guinier, André (1911–2000), französischer Physiker
- Guinier, Henri (1867–1927), französischer Genre- und Porträtmaler
- Guinier, Lani (1950–2022), amerikanische Rechtsanwältin, Hochschullehrerin und Bürgerrechtlerin
- Guinizelli, Guido, italienischer Dichter und Politiker
- Guinjoan i Gispert, Joan (1931–2019), katalanischer Komponist und Pianist
- Guinn, Dominick (* 1975), US-amerikanischer Boxer
- Guinn, Kenny (1936–2010), US-amerikanischer Politiker
- Guinness, Alec (1914–2000), britischer SchauspielerAlec Guinness (1914–2000)

Alec Guinness (1914–2000)

- Guinness, Arthur (1725–1803), irischer Bierbrauer und Begründer der Biermarke Guinness
- Guinness, Arthur 1. Baron Ardilaun (1840–1915), irischer Geschäftsmann, Politiker, Mitglied des House of Commons und Philanthrop
- Guinness, Arthur, 3. Earl of Iveagh (1937–1992), britisch-irischer Politiker
- Guinness, Arthur, 4. Earl of Iveagh (* 1969), britischer Peer und Politiker
- Guinness, Benjamin (1798–1868), irischer Bierbrauer, Philanthrop und Politiker, Mitglied des House of Commons
- Guinness, Bryan, 2. Baron Moyne (1905–1992), britischer Aristokrat irischer Herkunft, Schriftsteller und Brauereierbe
- Guinness, Daphne (* 1967), britische Erbin, Modemuse, Designerin, Sängerin und Produzentin
- Guinness, Desmond (1931–2020), britisch-irischer Denkmalpfleger
- Guinness, Edward, 1. Earl of Iveagh (1847–1927), irischer Geschäftsmann und Philanthrop
- Guinness, Gwendolen, Countess of Iveagh (1881–1966), britische Politikerin, Mitglied des House of Commons
- Guinness, Hugo (* 1959), britischer Künstler, Illustrator und Autor
- Guinness, Humphrey (1902–1986), britischer Polospieler und Offizier
- Guinness, Jonathan 3. Baron Moyne (* 1930), britischer Peer, Unternehmer und Politiker
- Guinness, Judy (1910–1952), britische Fechterin
- Guinness, Kenelm Lee (1887–1937), britischer Unternehmer und Autorennfahrer
- Guinness, Mariga (1932–1989), britisch-deutsche Denkmalpflegerin
- Guinness, Matthew (* 1940), britischer Schauspieler
- Guinness, Oonagh (1910–1995), anglo-irische Millionenerbin, Kunstsammlerin und Gastgeberin von Künstlern und Intellektuellen
- Guinness, Os (* 1941), britischer Soziologe, Sozialkritiker, evangelikaler Apologet und Vordenker, Redner und Autor
- Guinness, Peter (* 1950), britischer SchauspielerPeter Guinness (* 1950)

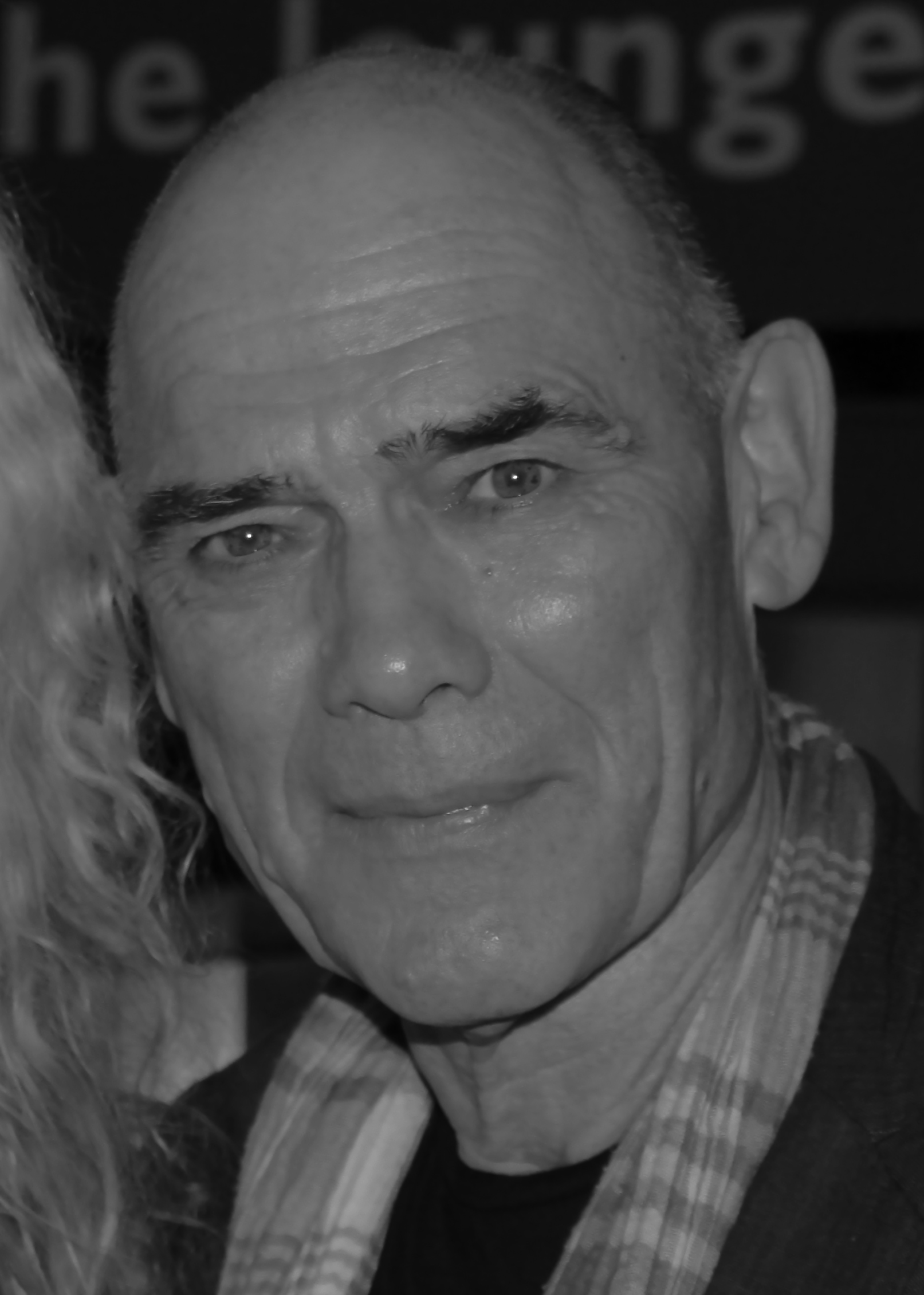
Peter Guinness (* 1950)

- Guinness, Rupert, 2. Earl of Iveagh (1874–1967), englisch-irischer Geschäftsmann, Politiker, Mitglied des House of Commons und Philanthrop
- Guinness, Walter, 1. Baron Moyne (1880–1944), britischer Politiker, Mitglied des House of Commons und Geschäftsmann
- Guino, Richard (1890–1973), französischer Bildhauer katalanischer Herkunft
- Guinot, Jean-Alexandre (1814–1884), französischer Geistlicher, Historiker und Schriftsteller
- Guinot, Maria (1945–2018), portugiesische Sängerin
- Guinovart i Mingacho, Albert (* 1962), spanischer Komponist, Pianist und Musikpädagoge
- Guinovart, Josep (1927–2007), spanischer Maler und Grafiker
- Guinta, Frank (* 1970), US-amerikanischer Politiker
- Guinto Balce, Sofio (1941–2004), philippinischer Geistlicher, katholischer Bischof
- Guintoli, Sylvain (* 1982), französischer Motorradrennfahrer

### Guio
- Guiol, Fred (1898–1964), US-amerikanischer Drehbuchautor, Kameramann, Filmregisseur und Filmproduzent
- Guiollett, Jakob (1746–1815), deutscher Beamter und Politiker
- Guiomar, Julien (1928–2010), französischer SchauspielerJulien Guiomar (1928–2010)

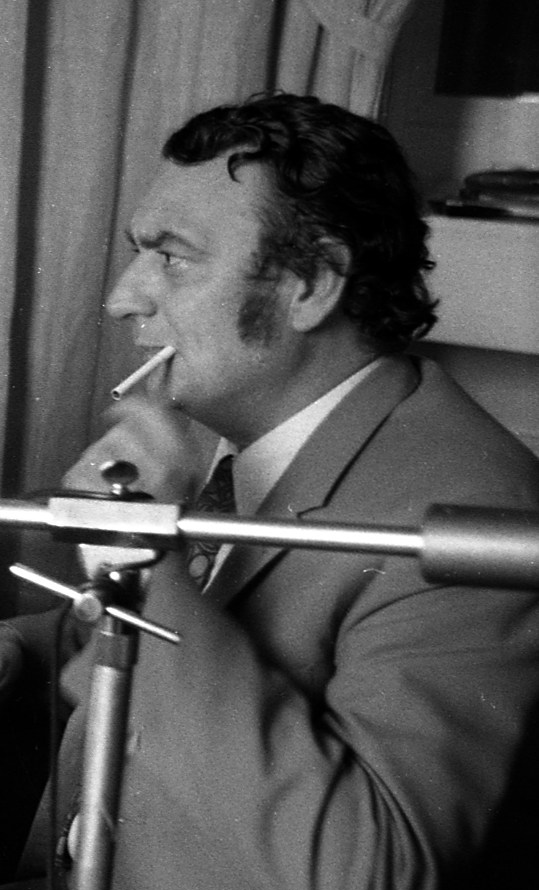
Julien Guiomar (1928–2010)

- Guion, David (* 1967), französischer Fußballspieler
- Guion, David Wendel (1892–1981), US-amerikanischer Pianist und Komponist
- Guion, John Isaac (1802–1855), US-amerikanischer Politiker
- Guion, Walter (1849–1927), US-amerikanischer Jurist und Politiker
- Guion-Firmin, Lénora (* 1991), französische Sprinterin
- Guionneau, Karl August von (1822–1888), deutscher Politiker
- Guionneau, Ludwig August Emil Franz von (1749–1829), preußischer Generalmajor, Generalintendant der Armee
- Guionnet, Alice (* 1969), französische Mathematikerin
- Guionnet, Jean-Luc (* 1966), französischer Jazz- und Improvisationsmusiker (Saxophone, Orgel, Elektronik)
- Guiot de Lacour, Nicolas Bernard (1771–1809), französischer Divisionsgeneral der Infanterie und Kavallerie
- Guiot de Provins, französischer Poet und Trobador
- Guiot du Ponteil, Stephanie (1830–1886), deutsche Stifterin und Philanthropin
- Guiot, Andréa (1928–2021), französische Opernsängerin (Sopran)
- Guiot, Georges (1882–1950), französischer Turner
- Guiot, Raymond (1930–2025), französischer Flötist und Komponist
- Guiougou, Philippe (* 1973), französischer römisch-katholischer Geistlicher und Bischof von Basse-Terre

### Guip
- Guipet, Magdeleine (1874–1915), französische Tänzerin

### Guir
- Guira, Adama (* 1988), burkinischer Fußballspieler
- Guirado, Ángel (* 1984), spanisch-philippinischer Fußballspieler
- Guirado, Éric (* 1968), französischer Regisseur und Drehbuchautor
- Guiragossian, Emmanuel (* 1954), armenisch-libanesischer Maler
- Guiraist, Charles, französischer Segler
- Güiraldes, Ricardo (1886–1927), argentinischer Schriftsteller
- Guiran, Jean-Pierre (* 1957), niederländischer Musiker
- Guirao, Manuel (1919–2005), argentinischer römisch-katholischer Geistlicher, Bischof von Santiago del Estero
- Guirao, Ramón (1908–1949), kubanischer Journalist und Schriftsteller
- Guirassy, Abdou Khadre (* 1989), senegalesischer Fußballspieler
- Guirassy, Herba (* 2006), französisch-guineischer Fußballspieler
- Guirassy, Serhou (* 1996), guineisch-französischer FußballspielerSerhou Guirassy (* 1996)

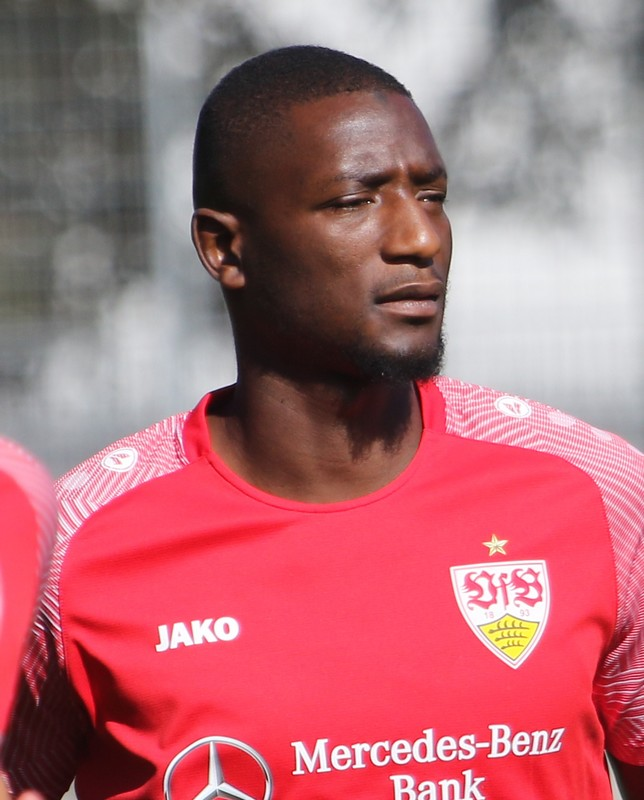
Serhou Guirassy (* 1996)

- Guirat, Haythem (* 1990), tunesischer Fußballschiedsrichter
- Guiraud, Alexandre (1788–1847), französischer Schriftsteller und Mitglied der Académie française
- Guiraud, Ernest (1837–1892), französischer Komponist
- Guiraud, Georges (1868–1928), französischer Komponist, Organist und Musikpädagoge
- Guiraud, Jean-Baptiste-Louis (1804–1864), französischer Komponist, Geiger und Musikpädagoge
- Guiraud, Nicole (* 1946), algerisch-deutsche Künstlerin
- Guiraud, Pierre (1912–1983), französischer Sprachwissenschaftler, Romanist, Lexikologe und Etymologe
- Guiraud-Poillot, Théo (* 2003), französischer Biathlet
- Guiraud-Rivière, Maurice (1881–1947), französischer Maler, Zeichner und Bildhauer
- Guiraudie, Alain (* 1964), französischer Filmregisseur, Drehbuchautor und Filmschauspieler
- Guirdham, Arthur (1905–1992), englischer Arzt und Psychiater und literarischer Autor
- Guirec, walisischer Missionar in der Bretagne
- Guiriéoulou, Emile (* 1949), ivorischer Politiker
- Guirin, Nicolás (* 1995), uruguayischer Fußballspieler
- Guiringaud, Louis de (1911–1982), französischer Politiker und Diplomat
- Guirior, Manuel de (1708–1788), spanischer Offizier und Kolonialverwalter
- Guirke, Johnny, irischer Politiker
- Guirland, Carlos (* 1968), paraguayischer Fußballspieler
- Guirma, Constantin (1920–2010), burkinischer Geistlicher, römisch-katholischer Bischof von Kaya
- Guirola de la Cotera, Ángel (1826–1910), Präsident von El Salvador
- Guiry, Thomas (* 1981), US-amerikanischer Filmschauspieler

### Guis
- Guisado, Alfredo (1891–1975), portugiesischer Lyriker, Journalist und Politiker
- Guisan, François (1880–1953), Schweizer Jurist
- Guisan, Henri (1874–1960), General der Schweizer Armee während des Zweiten WeltkriegsHenri Guisan (1874–1960)

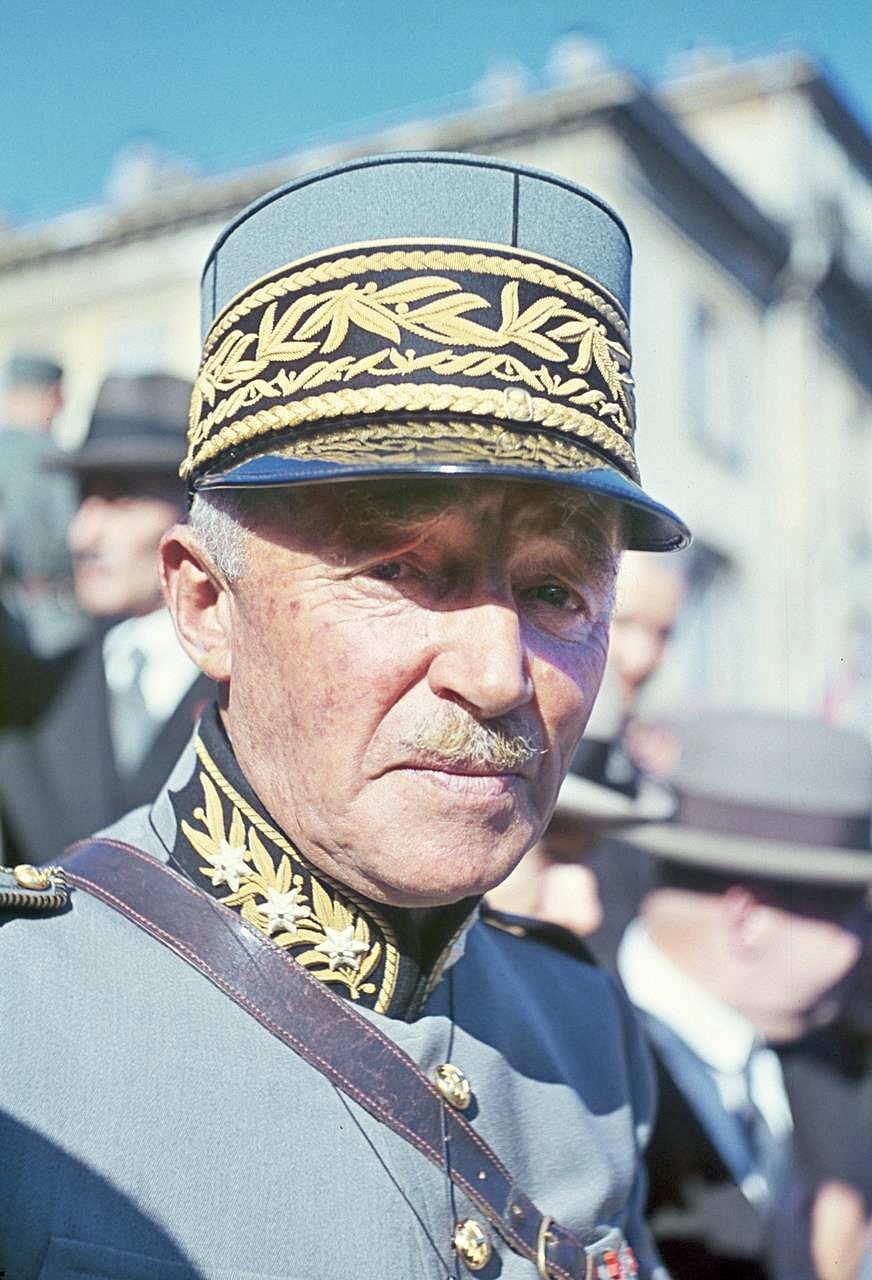
Henri Guisan (1874–1960)

- Guisan, Jean Samuel (1740–1801), Schweizer Ingenieur und Offizier
- Guisan, Louis (1911–1998), Schweizer Politiker (LPS)
- Guisan, René (1874–1934), Schweizer evangelischer Geistlicher und Hochschullehrer
- Guisasola y Menéndez, Victoriano (1852–1920), spanischer Geistlicher und Erzbischof von Valencia und Toledo
- Guiscafré-Ramon, Jaime (* 1957), lateinamerikanischer Gitarrist und Komponist
- Guiscardi, Guglielmo (1821–1885), italienischer Mineraloge und Geologe
- Guischard, Wilhelmine (1826–1896), deutsche Schriftstellerin
- Guise, Charles de Lorraine, duc de (1571–1640), Herzog von Guise
- Guise, Claude de Lorraine, duc de (1496–1550), Erster Herzog von Guise
- Guise, Constantin (1811–1858), Schweizer Aquarellist, Theater- und Dekorationsmaler sowie Lithograf
- Guise, Henri I. de Lorraine, duc de (1550–1588), Herzog von Guise
- Guise, Isabelle d’Orléans duchesse de (1878–1961), französische Monarchistin
- Guise, Jean François de (* 1970), deutscher Komponist
- Guise, John (1914–1991), papua-neuguineischer Politiker
- Guise, Louis Joseph de Lorraine, duc de (1650–1671), Herzog von Guise
- Guise, Mademoiselle de (1615–1688), französische Herzogin
- Guise, Marie de (1515–1560), zweite Ehefrau von Jakob V. Schottland, Königin von Schottland und Mutter von Maria StuartMarie de Guise (1515–1560)

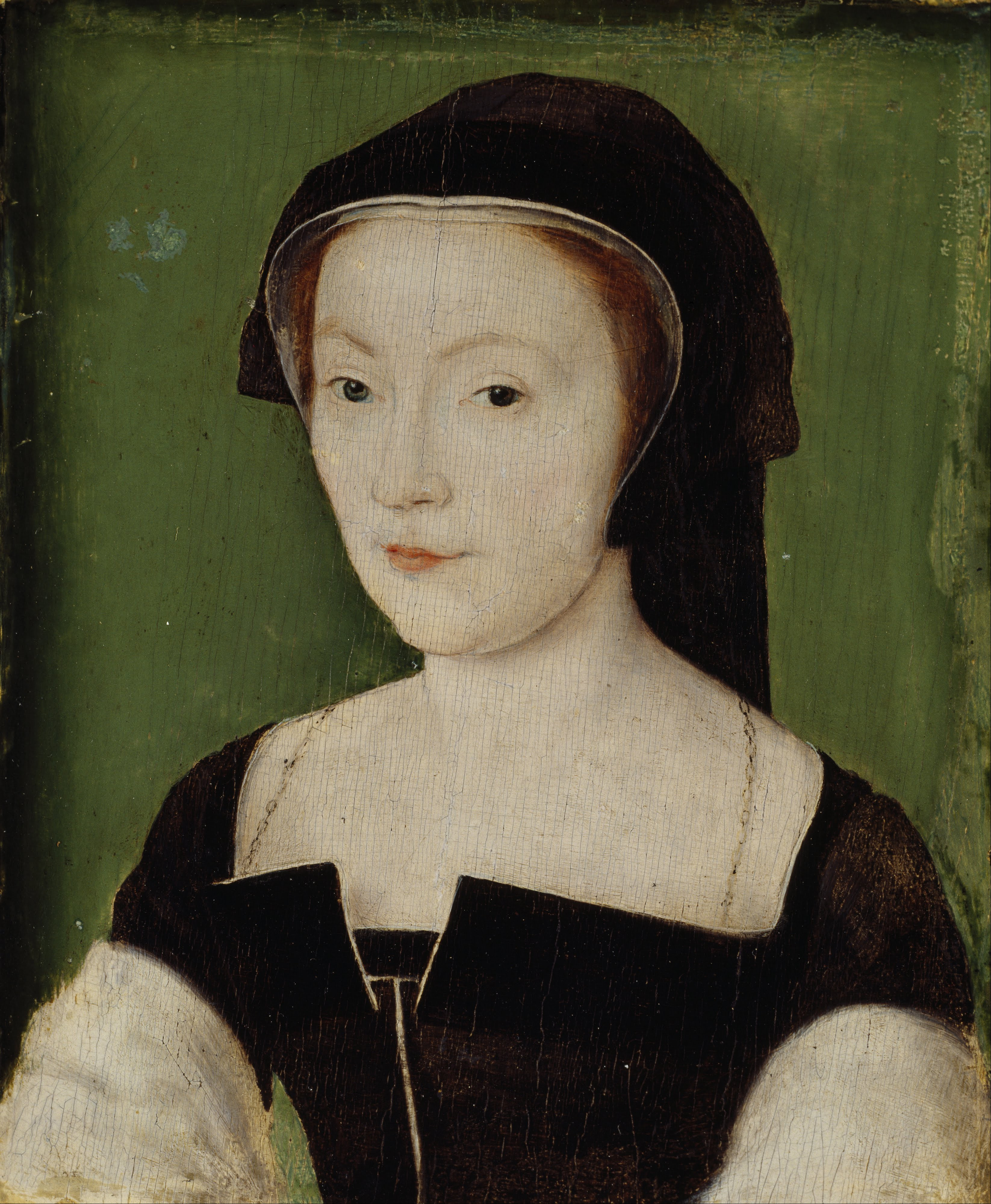
Marie de Guise (1515–1560)

- Guise-Rübe, Ralph (* 1966), deutscher Jurist, Richter und Präsident des Landgerichts Hannover
- Guisewite, Cathy (* 1950), US-amerikanische Comiczeichnerin
- Guisez, Josef (1784–1848), deutscher Verwaltungsbeamter, Landrat und Polizeidirektor
- Guislain, Joseph (1797–1860), belgischer Psychiater
- Guisnel, Jean (* 1951), französischer Journalist und Publizist
- Guisol, Henri (1904–1994), französischer Schauspieler
- Guisolan, Maxime (1735–1814), Schweizer römisch-katholischer Geistlicher und Bischof von Lausanne
- Guissard, Lucien (1919–2009), belgischer katholischer Ordenspriester, Journalist und Autor
- Guissart, Jean-Jacques (1927–2008), französischer Ruderer
- Guissart, René (1888–1960), französischer Filmregisseur und Kameramann
- Guissart, René (1929–2014), französischer Ruderer
- Guissou, Henri (1910–1979), burkinischer Beamter, Diplomat und Politiker, Mitglied der Nationalversammlung (Frankreich)

### Guit
- Guitar Shorty († 2022), US-amerikanischer Bluesgitarrist, Sänger und Songwriter
- Guitar Slim (1926–1959), US-amerikanischer Blues-Gitarrist
- Guitard, Jean-Pierre (* 1948), französischer Radrennfahrer
- Guitart i Vilardebò, Justí (1875–1940), spanischer Geistlicher, Bischof von Urgell und Kofürst von Andorra
- Guité, Ben (* 1978), kanadischer Eishockeyspieler und -trainer
- Guiteau, Charles J. (1841–1882), US-amerikanischer Krimineller, Mörder des Präsidenten James A. GarfieldCharles J. Guiteau (1841–1882)

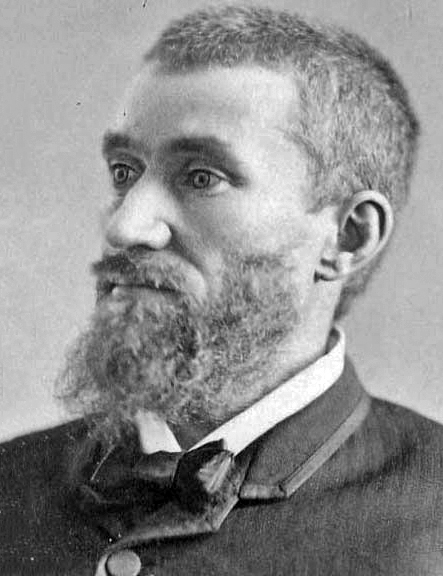
Charles J. Guiteau (1841–1882)

- Guitel, Geneviève (1895–1982), französische Mathematikerin
- Guiter, Henri (1909–1994), französischer Romanist, Katalanist und Schriftsteller
- Guiteras, Ramon (1858–1917), US-amerikanischer Chirurg
- Guitián, Manuel (1900–1992), spanischer Schauspieler
- Güito, El (1942–2025), spanischer Flamenco-Tänzer und Choreograf
- Guiton, Jean (1585–1654), französischer Heerführer
- Guiton, Jean-François (* 1953), französischer Installations- und Videokünstler
- Guitry, Sacha (1885–1957), französischer Schauspieler, Filmregisseur, Drehbuchautor und Dramatiker
- Guitteny, Lucien (* 1944), französischer Autorennfahrer
- Guittet, Jacques (1930–2025), französischer Fechter
- Guittienne, Johannes (1809–1889), deutscher Politiker
- Guittienne, Nikolaus (1804–1866), deutscher Politiker
- Guitton, Helga (* 1942), deutsche Radio- und Fernsehmoderatorin
- Guitton, Jean (1901–1999), französischer Philosoph und Schriftsteller
- Guittone d’Arezzo († 1294), italienischer Dichter

### Guiu
- Guiu, Marc (* 2006), spanischer FußballspielerMarc Guiu (* 2006)

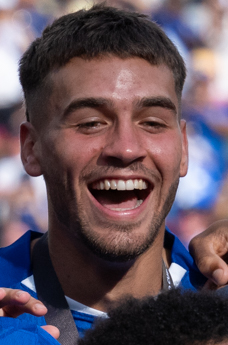
Marc Guiu (* 2006)

### Guiv
- Guivarch, Céline (* 1980), französische Ingenieurin und Klimawissenschaftlerin
- Guivarc’h, Stéphane (* 1970), französischer Fußballspieler

### Guix
- Guix, Josep Maria (1927–2009), spanischer Geistlicher, Bischof von Vic

### Guiz
- Güiza, Daniel (* 1980), spanischer Fußballspieler
- Guizado Valdés, José Ramón (1899–1964), panamaischer Politiker und der 28. Staatspräsident von Panama
- Guízar Díaz, Ricardo (1933–2015), mexikanischer Geistlicher und römisch-katholischer Erzbischof von Tlalnepantla
- Guízar y Barragán, Luis (1895–1981), mexikanischer Geistlicher, Bischof von Saltillo
- Guízar, Pepe (1906–1980), mexikanischer Komponist
- Guizetti, Franz-Georg (1901–1982), deutscher Fabrikant und Politiker (CDU)
- Guizot, François (1787–1874), französischer Politiker und Schriftsteller
- Guizzardi, Laurindo (1934–2021), brasilianischer Ordensgeistlicher, römisch-katholischer Bischof von Foz do Iguaçu
- Guizzardi, Pio (1879–1944), italienischer Geistlicher und römisch-katholischer Weihbischof in Bologna